# Evolución biológica
La evolución biológica es el conjunto de cambios en caracteres fenotípicos y genéticos de poblaciones biológicas a través de generaciones. Dicho proceso ha originado la diversidad de formas de vida que existen sobre la Tierra a partir de un antepasado común. Los procesos evolutivos han producido la biodiversidad en cada nivel de la organización biológica, incluyendo los de especie, población, organismos individuales y molecular (evolución molecular), moldeados por formaciones repetidas de nuevas especies (especiación), cambios dentro de las especies (anagénesis) y desaparición de especies (extinción). Los rasgos morfológicos y bioquímicos son más similares entre las especies que comparten un ancestro común más reciente y pueden usarse para reconstruir árboles filogenéticos. El registro fósil muestra rápidos momentos de especiación intercalados con periodos relativamente largos de estasis mostrando pocos cambios evolutivos durante la mayor parte de su historia geológica (equilibrio puntuado). Toda la vida en la Tierra procede de un último antepasado común universal que existió hace aproximadamente 4200 millones de años.

La palabra «evolución» se utiliza para describir los cambios y fue aplicada por primera vez en el siglo XVIII por un biólogo suizo, Charles Bonnet, en su obra Consideration sur les corps organisés. No obstante, el concepto de que la vida en la Tierra evolucionó a partir de un ancestro común ya había sido formulado por varios filósofos griegos, y la hipótesis de que las especies se transforman continuamente fue postulada por numerosos científicos de los siglos XVIII y XIX, a los cuales Charles Darwin citó en el primer capítulo de su libro El origen de las especies. Algunos filósofos griegos antiguos contemplaron la posibilidad de cambios en los organismos a través del tiempo. 
Los naturalistas Charles Darwin y Alfred Russel Wallace propusieron de forma independiente en 1858 que la selección natural era el mecanismo básico responsable del origen de nuevas variantes genotípicas y en última instancia, de nuevas especies. Sin embargo, fue el propio Darwin, en El origen de las especies, quien sintetizó un cuerpo coherente de observaciones y profundizó el mecanismo de cambio llamado selección natural, lo que consolidó el concepto de la evolución biológica hasta convertirlo en una verdadera teoría científica. Anteriormente, el concepto de selección natural ya había sido aportado en el siglo IX por Al-Jahiz (776-868), en su Libro de los animales, con postulados claves sobre la lucha por la supervivencia de las especies, y la herencia de características exitosas mediante reproducción.
Desde la década de 1940 la teoría de la evolución combina las propuestas de Darwin y Wallace con las leyes de Mendel y otros avances posteriores en la genética; por eso se la denomina síntesis moderna o «teoría sintética». Según esta teoría, la evolución se define como un cambio en la frecuencia de los alelos de una población a lo largo de las generaciones. Este cambio puede ser causado por diferentes mecanismos, tales como la selección natural, la deriva genética, la mutación y la migración o flujo genético. La teoría sintética recibe en la actualidad una aceptación general de la comunidad científica, aunque también algunas críticas como el hecho de no incorporar el papel que tiene la construcción de nicho y la herencia extragenética. Los avances de otras disciplinas relacionadas, como la biología molecular, la genética del desarrollo o la paleontología han enriquecido la teoría sintética desde su formulación, en torno a 1940.
En el siglo XIX, la idea de que la vida había evolucionado fue un tema de intenso debate académico centrado en las implicaciones filosóficas, sociales y religiosas de la evolución. La evolución como propiedad inherente a los seres vivos no es materia de debate en la comunidad científica dedicada a su estudio; sin embargo, los mecanismos que explican la transformación y diversificación de las especies se hallan bajo intensa y continua investigación científica, surgiendo nuevas hipótesis sobre los mecanismos del cambio evolutivo basadas en datos empíricos tomados de organismos vivos.
Los biólogos evolutivos han continuado estudiando varios aspectos de la evolución mediante la formulación de hipótesis, así como la construcción de teorías basadas en evidencia de campo o laboratorio y en datos generados por los métodos de la biología matemática y teórica. Sus descubrimientos han influido no solo en el desarrollo de la biología, sino en muchos otros campos científicos e industriales, incluidos la agricultura, la medicina y las ciencias de la computación.

## La evolución como un hecho probado
La evolución es tanto un «hecho» (una observación, medición u otra forma de evidencia) como una «teoría» (una explicación completa de algún aspecto de la naturaleza que está respaldada por una gran cantidad de evidencia). La National Academies of Sciences, Engineering, and Medicine afirma que la teoría de la evolución es «una explicación científica que ha sido probada y confirmada tantas veces que ya no existe una razón de peso para seguir probándola o buscar ejemplos adicionales».

### Evidencia del proceso evolutivo
La evidencia del proceso evolutivo surge del conjunto de pruebas que los científicos han reunido para demostrar que la evolución es un proceso característico de los seres vivos y que todos los organismos que viven en la Tierra descienden de un último antepasado común universal. Las especies actuales son un estado en el proceso evolutivo y su riqueza relativa y niveles de complejidad biológica son el producto de una larga serie de eventos de especiación y de extinción.
La existencia de un ancestro común puede deducirse a partir de unas características simples de los organismos. Primero, existe evidencia proveniente de la biogeografía: tanto Charles Darwin como Alfred Russell Wallace se percataron de que la distribución geográfica de especies diferentes depende de la distancia y el aislamiento de las áreas que ocupan, y no de condiciones ecológicas y climatológicas similares, como sería de esperar si las especies hubieran aparecido al mismo tiempo ya adaptadas a su medio ambiente. Posteriormente, el descubrimiento de la tectónica de placas fue muy importante para la teoría de la evolución, al proporcionar una explicación para las similitudes entre muchos grupos de especies en continentes que se encontraban unidos en el pasado. Segundo, la diversidad de la vida sobre la Tierra no se resuelve en un conjunto de organismos completamente únicos, sino que los mismos comparten una gran cantidad de similitudes morfológicas. Así, cuando se comparan los órganos de los distintos seres vivos, se encuentran semejanzas en su constitución que señalan el parentesco que existe entre especies diferentes. Estas semejanzas y su origen permiten clasificar a los órganos en homólogos, si tienen un mismo origen embrionario y evolutivo, y análogos, si tienen diferente origen embrionario y evolutivo, pero la misma función. Los estudios anatómicos han encontrado homología en muchas estructuras superficialmente tan diferentes como las espinas de los cactos y las trampas de varias plantas insectívoras que indican que son simplemente hojas que han experimentado modificaciones adaptativas. Los procesos evolutivos explican asimismo la presencia de órganos vestigiales, que están reducidos y no tienen función aparente, pero que muestran claramente que derivan de órganos funcionales presentes en otras especies, tales como los huesos rudimentarios de las patas posteriores presentes en algunas serpientes.
La embriología, a través de los estudios comparativos de las etapas embrionarias de distintas clases de animales, ofrece otro conjunto de indicios del proceso evolutivo. Se ha encontrado que en estas primeras etapas del desarrollo, muchos organismos muestran características comunes que sugieren la existencia de un patrón de desarrollo compartido entre ellas, lo que, a su vez, sugiere la existencia de un antepasado común. El hecho de que los embriones tempranos de vertebrados como los mamíferos y aves posean hendiduras branquiales, que luego desaparecen conforme avanza el desarrollo, puede explicarse si se hallan emparentados con los peces.
Otro grupo de pistas proviene del campo de la sistemática. Los organismos pueden ser clasificados usando las similitudes mencionadas en grupos anidados jerárquicamente, muy similares a un árbol genealógico. Si bien las investigaciones modernas sugieren que, debido a la transferencia horizontal de genes, este árbol de la vida puede ser más complicado que lo que se pensaba, ya que muchos genes se han distribuido independientemente entre especies distantemente relacionadas.
Las especies que han vivido en épocas remotas han dejado registros de su historia evolutiva. Los fósiles, conjuntamente con la anatomía comparada de los organismos actuales, constituyen la evidencia paleontológica del proceso evolutivo. Mediante la comparación de las anatomías de las especies modernas con las ya extintas, los paleontólogos pueden inferir los linajes a los que unas y otras pertenecen. Sin embargo, la investigación paleontológica para buscar conexiones evolutivas tiene ciertas limitaciones. De hecho, es útil solo en aquellos organismos que presentan partes del cuerpo duras, tales como caparazones, dientes o huesos. Más aún, ciertos otros organismos, como los procariotas ―las bacterias y arqueas― presentan una cantidad limitada de características comunes, por lo que sus fósiles no proveen información sobre sus ancestros.
Un método más reciente para probar el proceso evolutivo es el estudio de las similitudes bioquímicas entre los organismos. Por ejemplo, todas las células utilizan el mismo conjunto básico de nucleótidos y aminoácidos. El desarrollo de la genética molecular ha revelado que el registro evolutivo reside en el genoma de cada organismo y que es posible datar el momento de la divergencia de las especies a través del reloj molecular basado en las mutaciones acumuladas en el proceso de evolución molecular. Por ejemplo, la comparación entre las secuencias del ADN del humano y del chimpancé ha confirmado la estrecha similitud entre las dos especies y ha ayudado a elucidar cuándo existió el ancestro común de ambas.

### El origen de la vida
El origen de la vida, aunque atañe al estudio de los seres vivos, es un tema que no es abordado por la teoría de la evolución; pues esta última solo se ocupa del cambio en los seres vivos, y no del origen, cambios e interacciones de las moléculas orgánicas de las que estos proceden.
No se sabe mucho sobre las etapas más tempranas y previas al desarrollo de la vida, y los intentos realizados para tratar de desvelar la historia más temprana del origen de la vida generalmente se enfocan en el comportamiento de las macromoléculas, debido a que el consenso científico actual es que la compleja bioquímica que constituye la vida provino de reacciones químicas simples, si bien persisten las controversias acerca de cómo ocurrieron las mismas. Sin embargo, los científicos están de acuerdo en que todos los organismos existentes comparten ciertas características ―incluyendo la presencia de estructura celular y de código genético― que estarían relacionadas con el origen de la vida.
Tampoco está claro cuáles fueron los primeros desarrollos de la vida (protobiontes), la estructura de los primeros seres vivos o la identidad y la naturaleza del último antepasado común universal. Las bacterias y arqueas, los primeros organismos que dejaron una huella en el registro fósil, son demasiado complejas para haber surgido directamente de los materiales no vivos. La falta de indicios geoquímicos o fósiles de organismos anteriores ha dejado un amplio campo libre para las hipótesis. Aunque no hay consenso científico sobre cómo comenzó la vida, se acepta la existencia del último antepasado común universal porque sería prácticamente imposible que dos o más linajes separados pudieran haber desarrollado de manera independiente los muchos complejos mecanismos bioquímicos comunes a todos los organismos vivos.
Se ha propuesto que el inicio de la vida pueden haber sido moléculas autorreplicantes como el ARN, o ensamblajes de células simples denominadas nanocélulas. Los científicos han sugerido que la vida surgió en respiraderos hidrotermales en las profundidades del mar, géiseres o fumarolas durante el Hádico. Una hipótesis alternativa es la del comienzo de la vida en otras partes del Universo, desde donde habría llegado a la Tierra en cometas o meteoritos, en el proceso denominado panspermia.

### La evolución de la vida en la Tierra

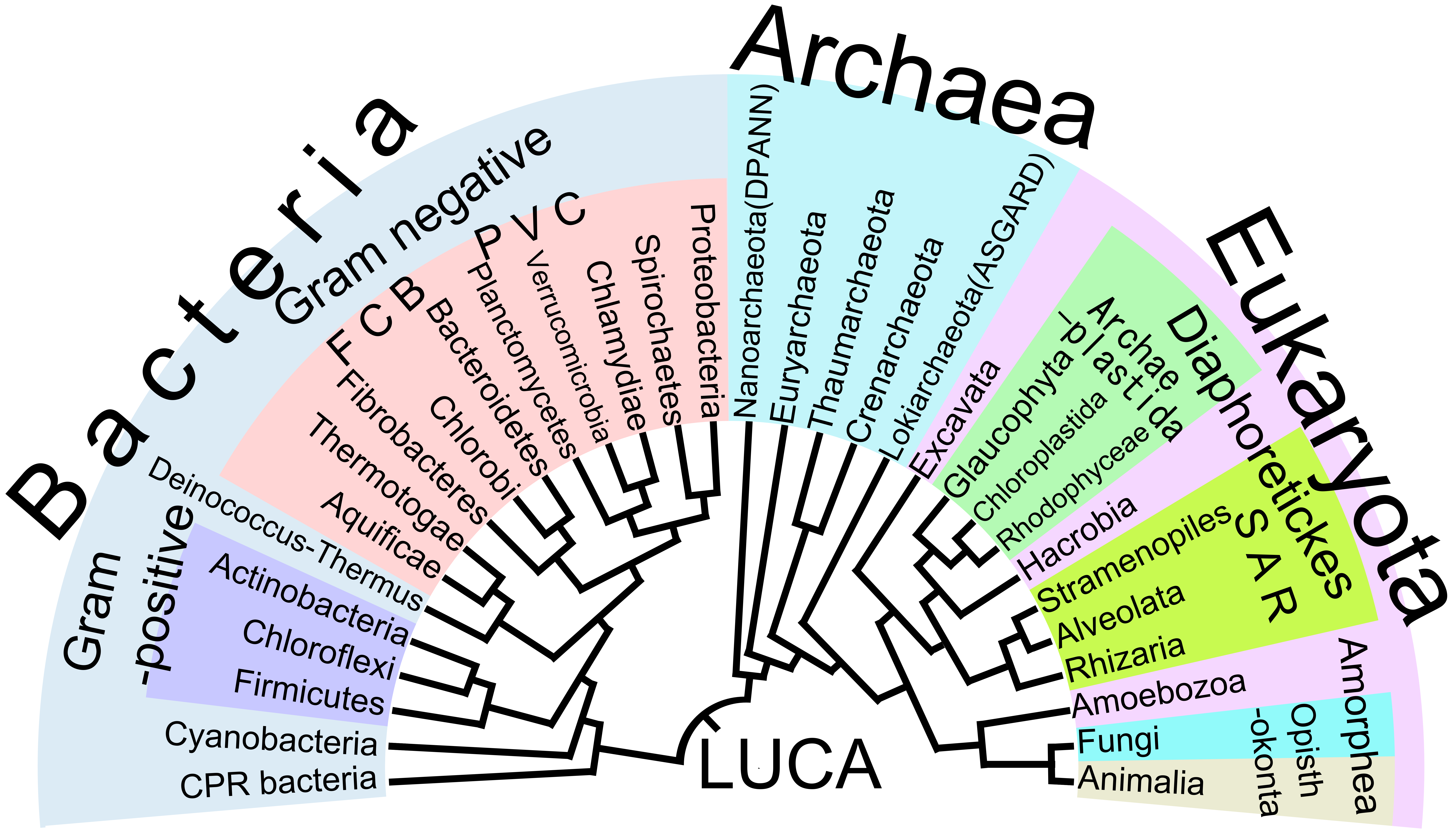
Árbol filogenético mostrando la divergencia de las especies modernas de su ancestro común en el centro. Los tres dominios están coloreados de la siguiente forma; las bacterias en azul, las arqueas en celeste y los eucariotas de color verde.

Detallados estudios químicos basados en isótopos de carbono de rocas del eón Arcaico sugieren que las primeras formas de vida emergieron en la Tierra probablemente hace más de 4200 millones de años, al final del eón Hádico, y hay claros indicios geoquímicos ―tales como la presencia en rocas antiguas de isótopos de azufre producidos por la reducción microbiana de sulfatos― que indican su presencia en la era Paleoarcaica, hace tres mil cuatrocientos setenta millones de años. Los estromatolitos ―capas de roca producidas por comunidades de microorganismos― más antiguos se reconocen en estratos de 3700 millones de años, mientras que los microfósiles filiformes más antiguos se encuentran en rocas sedimentarias de respiraderos hidrotermales de hace 3770 millones de años hallados en Canadá.
Asimismo, los fósiles moleculares derivados de los lípidos de la membrana plasmática y del resto de la célula ―denominados «biomarcadores»― confirman que ciertos organismos similares a cianobacterias habitaron los océanos arcaicos hace más de 2700 millones de años. Estos microbios fotoautótrofos liberaban oxígeno, que comenzó a acumularse en la atmósfera hace aproximadamente 2200 millones de años y transformó definitivamente la composición de esta. La aparición de una atmósfera rica en oxígeno tras el surgimiento de organismos fotosintéticos puede también rastrearse por los depósitos laminares de hierro y las bandas rojas de los óxidos de hierro posteriores. La abundancia de oxígeno posibilitó el desarrollo de la respiración celular aeróbica, que emergió hace aproximadamente 2000 millones de años.
Desde la formación de estas primeras formas de vida compleja, los procariotas, hace 4200 millones de años, pasaron miles de millones de años sin ningún cambio significativo en la morfología u organización celular en estos organismos, hasta que surgieron los eucariotas a partir de la integración de una arquea Asgard (Promethearchaeota) y una alfaproteobacteria formando una asociación cooperativa denominada endosimbiosis. Los eucariotas cladisticamente se consideran un clado más dentro de las arqueas. Las bacterias incorporadas a las células hospedantes arqueanas, iniciaron un proceso de coevolución, por el cual las bacterias originaron las mitocondrias o hidrogenosomas en los eucariotas. También se postula que un virus gigante de ADN similar a los poxvirus originó el núcleo de las células eucariotas al haberse incorporado el virus dentro de la célula donde en lugar de replicarse y destruir la célula huésped, permanecería dentro de la célula originando posteriormente el núcleo y dando lugar a otras innovaciones genómicas. Esta teoría es conocida como la "eucariogénesis viral". La evidencia tanto molecular como paleontológica indica que las primeras células eucarióticas surgieron hace unos 2500 millones.
Un segundo evento independiente de endosimbiosis se dio hace 2100-1900 millones de años que llevó a la formación de los cloroplastos a partir de una cianobacteria y un protozoo los cuales darían origen a las algas rojas y algas verdes, posteriormente de algas verdes que lograron salir del medio acuático evolucionaron las plantas durante el Cámbrico. Por otra parte, las otras algas como las diatomeas o las algas pardas obtuvieron sus cloroplastos por endosimbiosis secundarias entre protozoos con algas rojas o verdes, pero evolutivamente no están emparentadas con las algas rojas o verdes.
La vida pluricelular surgió de la unión colonial de microorganismos al lograr formar órganos, tejidos y cuerpo fructíferos. De acuerdo con análisis moleculares y estructurales, los animales se originaron de una unión colonial de protozoos similares a los coanoflegelados formando coronas de microvellosidades y con una tendencia a la especialización celular, los coanoflagelados son protozoos similares a los espermatozoides animales y a las células de tipo coanocito que presentan algunos animales que genéticamente son los protistas más cercanos a los animales. Los hongos evolucionaron de protozoos parasitarios ameboides que por causa de su parasitismo perdieron la fagocitosis, reemplazandola por la osmosis y que tuvieron la tendencia a formar colonias filamentosas. Los hongos y los animales son los reinos de la naturaleza genéticamente más cercanos entre sí y se los agrupa en el clado Opisthokonta junto con los protozoos más cercanos a ellos. Además sus células son uniflageladas y opistocontas similar a los espermatozoides. Aunque los hongos más evolucionados como las setas o los mohos carecen de flagelos en sus células, este se conserva en los hongos más primitivos como los quitridios o los microsporidios, por lo que los hongos evolucionaron de ancestros similares a los de los animales. Los mohos mucilaginosos podrían ser un mejor modelo de como se puede transitar de la vida unicelular a la pluricelular, ya que ciertas amebas plasmodiales pueden agruparse entre sí en colonias y forman un cuerpo fructífero capaz de deslizarse por el suelo. Por otro lado, las mixobacterias cuando se agrupan entre sí en colonias pueden formar pequeños cuerpos fructíferos como las amebas, por tanto esto demuestra que la pluricelularidad no solo se puede ganar en los eucariotas, sino también en los procariotas.
Los fósiles más antiguos que se considerarían eucariotas correspoden a la biota francevillense de 2100 millones de años que probablemente fueron mohos mucilaginosos que representarían los primeros indicios de vida pluricelular. Los organismos midieron alrededor de 12 cm y consistían en discos planos con una morfología característica e incluía individuos circulares y alargados. En ciertos aspectos son parecidos a algunos organismos de la Biota Ediacara. Además según los estudios científicos podían tener un estado de vida pluricelular y uno unicelular, ya que se desarrollarían de agregados celulares capaces de formar cuerpos fructíferos plasmodiales.
La historia de la vida sobre la Tierra fue la de los eucariotas unicelulares, bacterias y arqueas hasta hace aproximadamente 580 millones de años, momento en el que los primeros organismos multicelulares aparecieron en los océanos en el período denominado Ediacárico. Estos organismos son conocidos como la Biota del periodo Ediacárico.
Es posible que algunos organismos ediacáricos estuvieran estrechamente relacionados con grupos que predominaron más adelante, como los poríferos o los cnidarios. No obstante, debido a la dificultad a la hora de deducir las relaciones evolutivas en estos organismos, algunos paleontólogos han sugerido que la biota de Ediacara representa una rama completamente extinta, un «experimento fallido» de la vida multicelular, y que la vida multicelular posterior volvió a evolucionar más tarde a partir de organismos unicelulares no relacionados. En cualquier caso, la evolución de los organismos pluricelulares ocurrió en múltiples eventos independientes, en organismos tan diversos como las esponjas, algas pardas, cianobacterias, hongos mucosos y mixobacterias.
Poco después de la aparición de los primeros organismos multicelulares, una gran diversidad de formas de vida apareció en un período de diez millones de años, en un evento denominado explosión cámbrica, un lapso breve en términos geológicos, pero que implicó una diversificación animal sin paralelo documentada en los fósiles encontrados en los sedimentos de Burgess Shale, Canadá. Durante este período, la mayoría de los filos animales actuales aparecieron en los registros fósiles, como así también una gran cantidad de linajes únicos que ulteriormente se extinguieron. La mayoría de los planes corporales de los animales modernos se originaron durante este período.
Entre los posibles desencadenantes de la explosión cámbrica se incluye la acumulación de oxígeno en la atmósfera debido a la fotosíntesis.
Aproximadamente hace 500 millones de años, las plantas y los hongos colonizaron la tierra y les siguieron rápidamente los artrópodos y otros animales.
Los anfibios aparecieron en la historia de la Tierra hace alrededor de 300 millones de años, seguidos por los primeros amniotas, y luego por los mamíferos, hace unos 200 millones de años, y las aves, hace 150 millones de años. Sin embargo, los organismos microscópicos, similares a aquellos que evolucionaron tempranamente, continúan siendo la forma de vida predominante en la Tierra, ya que la mayor parte de las especies y la biomasa terrestre está constituida por procariotas.

## Historia del pensamiento evolucionista

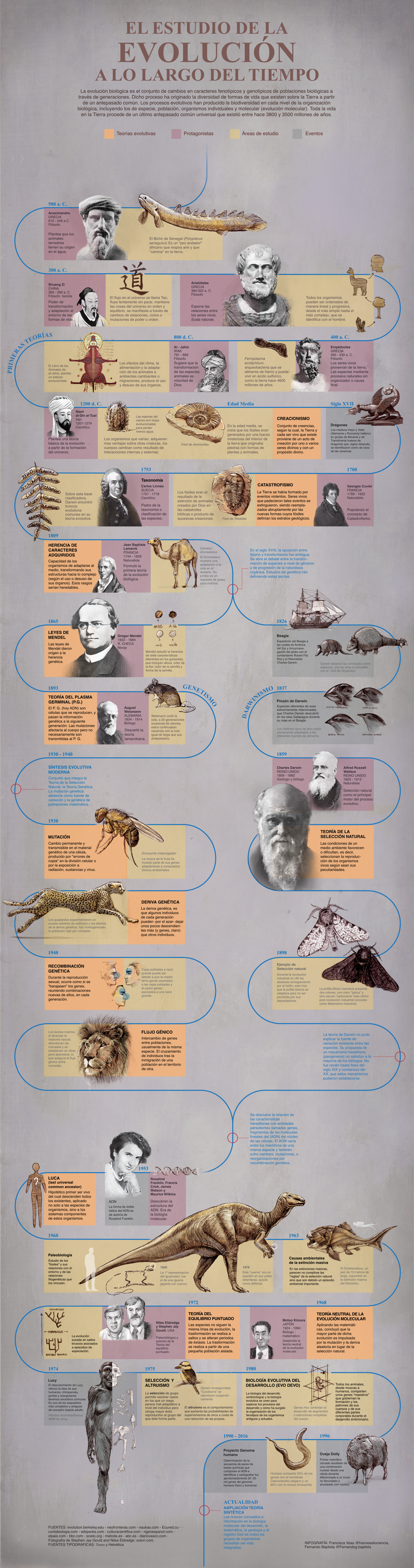
Infografía que resume la historia del pensamiento evolucionista.

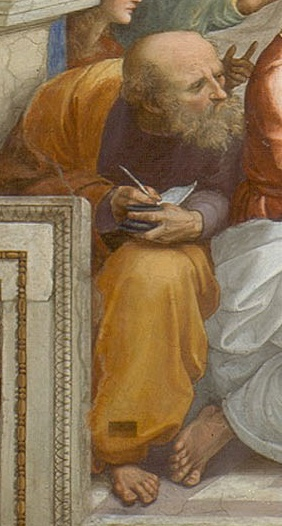
Anaximandro, filósofo griego, ofreció una idea más elaborada y mantuvo que «la base de toda materia es una sustancia eterna que se transforma en todas las formas materiales conocidas comúnmente. Esas formas, a su vez, cambian y se funden en otras de acuerdo con la regla de la justicia, es decir, una especie de equilibrio y proporción».

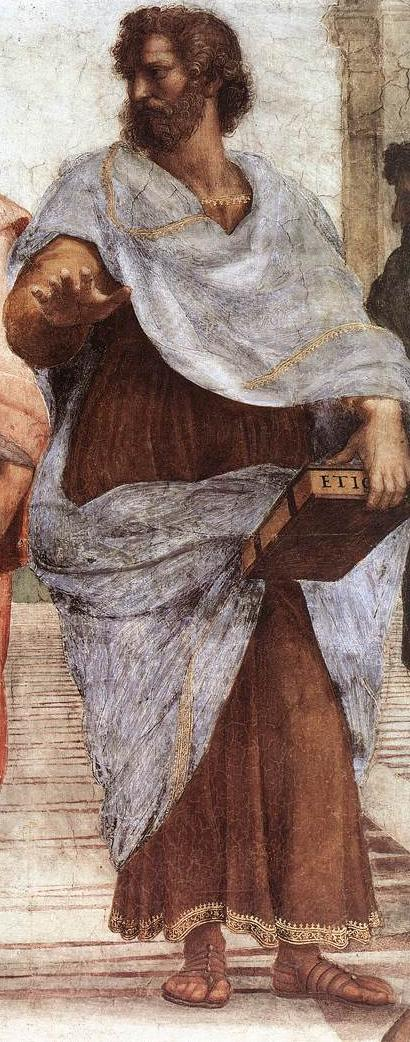
Aristóteles, clasificó a los animales de acuerdo con una "escala natural".

Varios filósofos griegos de la antigüedad contemplaron la posibilidad de cambios en los organismos vivos a través del tiempo. Anaximandro (ca. 610-546 a. C.) sugirió que los primeros animales vivían en el agua y que dieron origen a los animales terrestres. Empédocles (ca. 490-430 a. C.) escribió que los primeros seres vivos provenían de la tierra y las especies surgieron mediante procesos naturales sin un organizador o una causa final. Tales propuestas sobrevivieron hasta la época romana. El poeta y filósofo Lucrecio, siguió a Empédocles en su obra maestra De rerum natura (Sobre la naturaleza de las cosas) donde el universo funciona a través de mecanismos naturalistas, sin ninguna intervención sobrenatural. Si la visión mecanicista se encuentra en estos filósofos, la teleológica ocurre en Heráclito, quien concibe el proceso como un desarrollo racional, de acuerdo con el Logos. El desarrollo, así como el proceso de convertirse, en general, fue negado por los filósofos eleáticos.
Las obras de Aristóteles (384-322 a. C.), el primer naturalista cuyo trabajo se ha conservado con detalle, contienen observaciones e interpretaciones muy sagaces, si bien mezcladas con mitos y errores diversos que reflejan el estado del conocimiento en su época; es notable su esfuerzo en exponer las relaciones existentes entre los seres vivos como una scala naturae ―tal como se describe en Historia animalium― en la que los organismos se clasifican de acuerdo con una estructura jerárquica, «escalera de la vida» o «cadena del Ser», ordenados según la complejidad de sus estructuras y funciones, con los organismos que muestran una mayor vitalidad y capacidad de movimiento descritos como «organismos superiores». En contraste con estos puntos de vista materialistas, el aristotelismo consideraba todas las cosas naturales como actualizaciones de posibilidades naturales fijas, conocidas como formas. Esto era parte de una comprensión teleológica de la naturaleza en la que todas las cosas tienen un papel destinado a jugar en un orden cósmico divino. Toda la transición de potencialidad a actualidad (dedynamis a entelecheia) no es más que una transición de lo inferior a lo superior, a lo perfecto, a lo Divino. Aristóteles criticó la teoría evolutiva materialista de Empédocles, en la que accidentes azarosos pudieran conducir a resultados ordenados, sin embargo, no argumenta que las especies no puedan cambiar o extinguirse y aceptó que nuevos tipos de animales pueden ocurrir en casos muy raros.
Los estoicos siguieron a Heráclito y Aristóteles en las líneas principales de su física. Con ellos, todo el proceso se lleva a cabo de acuerdo a los fines de la Divinidad. Las variaciones de esta idea se convirtieron en la comprensión estándar de la Edad Media y se integraron al cristianismo. San Agustín toma una visión evolutiva como base para su filosofía de la historia. Erigena y algunos de sus seguidores parecen enseñar una especie de evolución. Tomás de Aquino no detectó ningún conflicto en un universo divinamente creado y desarrollado con el tiempo a través de mecanismos naturales, argumentando que la autonomía de la naturaleza era signo de Dios (Quinta vía).
Algunos antiguos pensadores chinos expresaron igualmente la idea de que las especies biológicas cambian. Zhuangzi, un filósofo taoísta que vivió alrededor del siglo IV a. C., mencionó que las formas de vida tienen una habilidad innata o el poder (hua 化) para transformarse y adaptarse a su entorno.
Según Joseph Needham, el taoísmo niega explícitamente la inmutabilidad de las especies biológicas y los filósofos taoístas especularon que las mismas desarrollaron diferentes atributos en respuesta a distintos entornos. De hecho, el taoísmo se refiere a los seres humanos, la naturaleza y el cielo como existentes en un estado de «constante transformación», en contraste con la visión más estática de la naturaleza típica del pensamiento occidental.

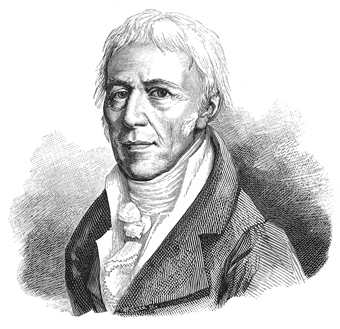
Retrato de Jean-Baptiste Lamarck

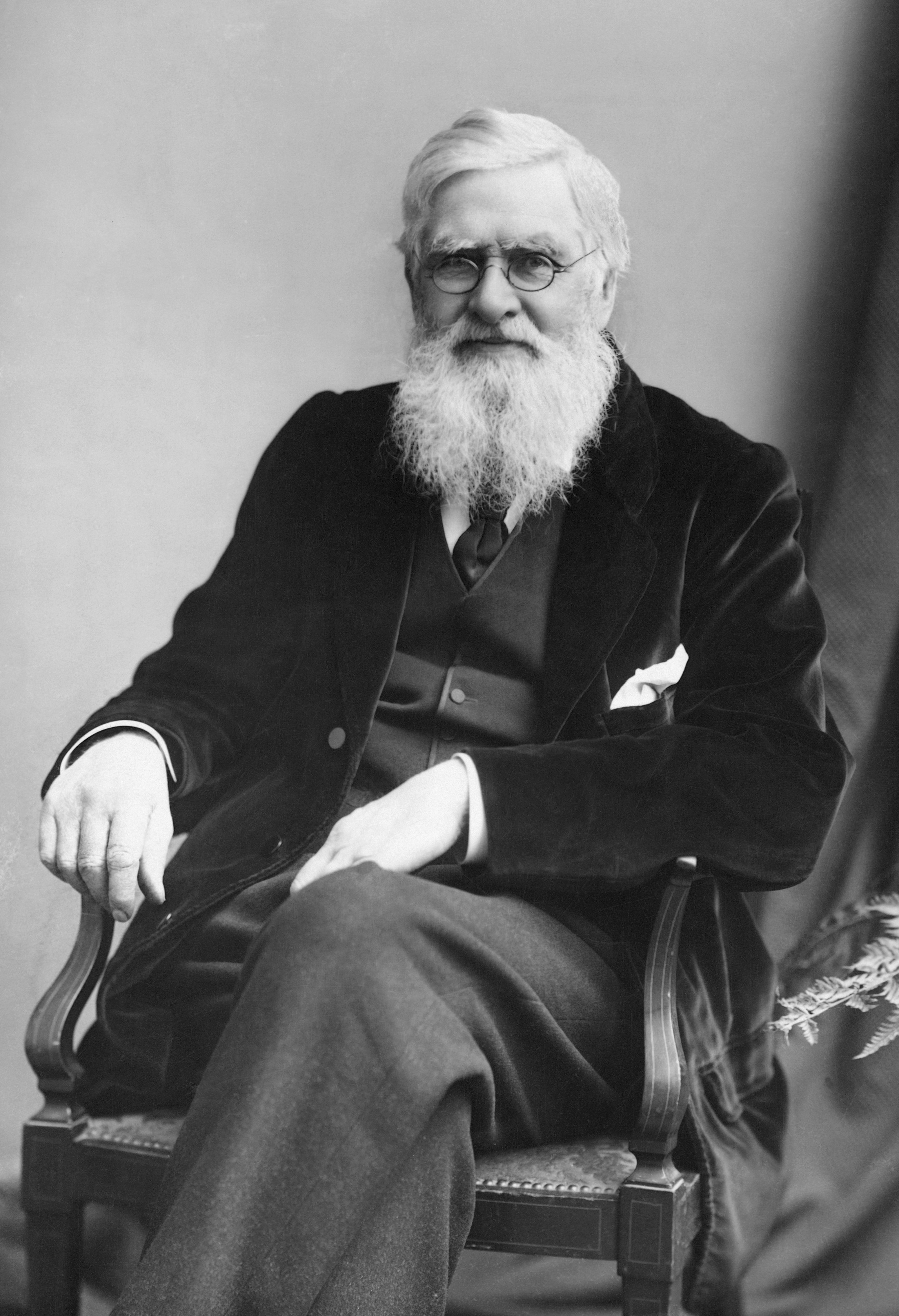
Alfred Russel Wallace en 1895

Si bien la idea de la evolución biológica ha existido desde épocas remotas y en diferentes culturas —por ejemplo, en la sociedad musulmana la esbozaron en el siglo IX Al-Jahiz y en el siglo XIII Nasir al-Din al-Tusi respectivamente—, la teoría moderna no se estableció hasta llegados los siglos XVIII y XIX, con la contribución de científicos como Christian Pander, Jean-Baptiste Lamarck y Charles Darwin.
En el siglo XVII, el nuevo método de la ciencia moderna rechazó el enfoque aristotélico, la idea de las causas finales. Buscó explicaciones de los fenómenos naturales en términos de leyes físicas que eran las mismas para todas las cosas visibles y que no requerían la existencia de ninguna categoría natural fija u orden divino cósmico. En biología, sin embargo, persistió durante más tiempo la teleología, es decir, la visión según la cual existen fines en la naturaleza. Este nuevo enfoque tardó en arraigarse en las ciencias biológicas, el último bastión del concepto de tipos naturales fijos. John Ray aplicó uno de los términos anteriormente más generales para los tipos naturales fijos, "especies", a los tipos de plantas y animales, pero identificó estrictamente cada tipo de ser vivo como especie y propuso que cada especie pudiera definirse por las características que perpetuaban ellos mismos generación tras generación. La clasificación biológica introducida por Carlos Linneo en 1735 reconoció explícitamente la naturaleza jerárquica de las relaciones entre especies, pero aún consideraba a las especies como fijas según un plan divino.
En el siglo XVIII, la oposición entre fijismo y transformismo fue ambigua. Algunos autores, por ejemplo, admitieron la transformación de las especies a nivel de géneros, pero negaban la posibilidad de que cambiaran de un género a otro. Otros naturalistas hablaban de «progresión» en la naturaleza orgánica, pero es muy difícil determinar si con ello hacían referencia a una transformación real de las especies o se trataba, simplemente, de una modulación de la clásica idea de la scala naturae. Entre los filósofos alemanes, Herder estableció la doctrina de un desarrollo continuo en la unidad de la naturaleza, de lo inorgánico a lo orgánico, de la piedra a la planta, de la planta al animal y del animal al hombre. Kant también se menciona a menudo como uno de los primeros maestros de la teoría moderna de la descendencia.
Georges-Louis Leclerc de Buffon (1707-1788 ) sugirió que las especies podrían degenerar en diferentes organismos, y Erasmus Darwin (1731-1802) propuso que todos los animales de sangre caliente podrían haber descendido de un solo microorganismo (o "filamento").
Jean-Baptiste Lamarck (1744-1829) formuló la primera teoría de la evolución o "transmutación" y propuso que los organismos, es toda su variedad, habían evolucionado desde formas simples creadas por Dios y postuló que los responsables de esa evolución habían sido los propios organismos por su capacidad de adaptarse al ambiente: los cambios en ese ambiente generaban nuevas necesidades en los organismos y esas nuevas necesidades conllevarían una modificación de los mismos que sería heredable. Se apoyó para la formulación de su teoría en la existencia de restos de formas intermedias extintas. Con esta teoría Lamarck se enfrentó a la creencia general por la que todas las especies habían sido creadas y permanecían inmutables desde su creación y también se opuso al influyente Georges Cuvier (1769-1832) que justificaba la desaparición de las especies no porque fueran formas intermedias entre las primigenias y las actuales, sino porque se trataba de formas de vida diferentes, extinguidas en los diferentes cataclismos geológicos sufridos por la Tierra. Mientras tanto, las ideas de John Ray y de diseño benevolente habían sido desarrolladas por William Paley en la Teología Natural (1802), que propuso adaptaciones complejas como evidencia del diseño divino y quien fue admirado por Charles Darwin.

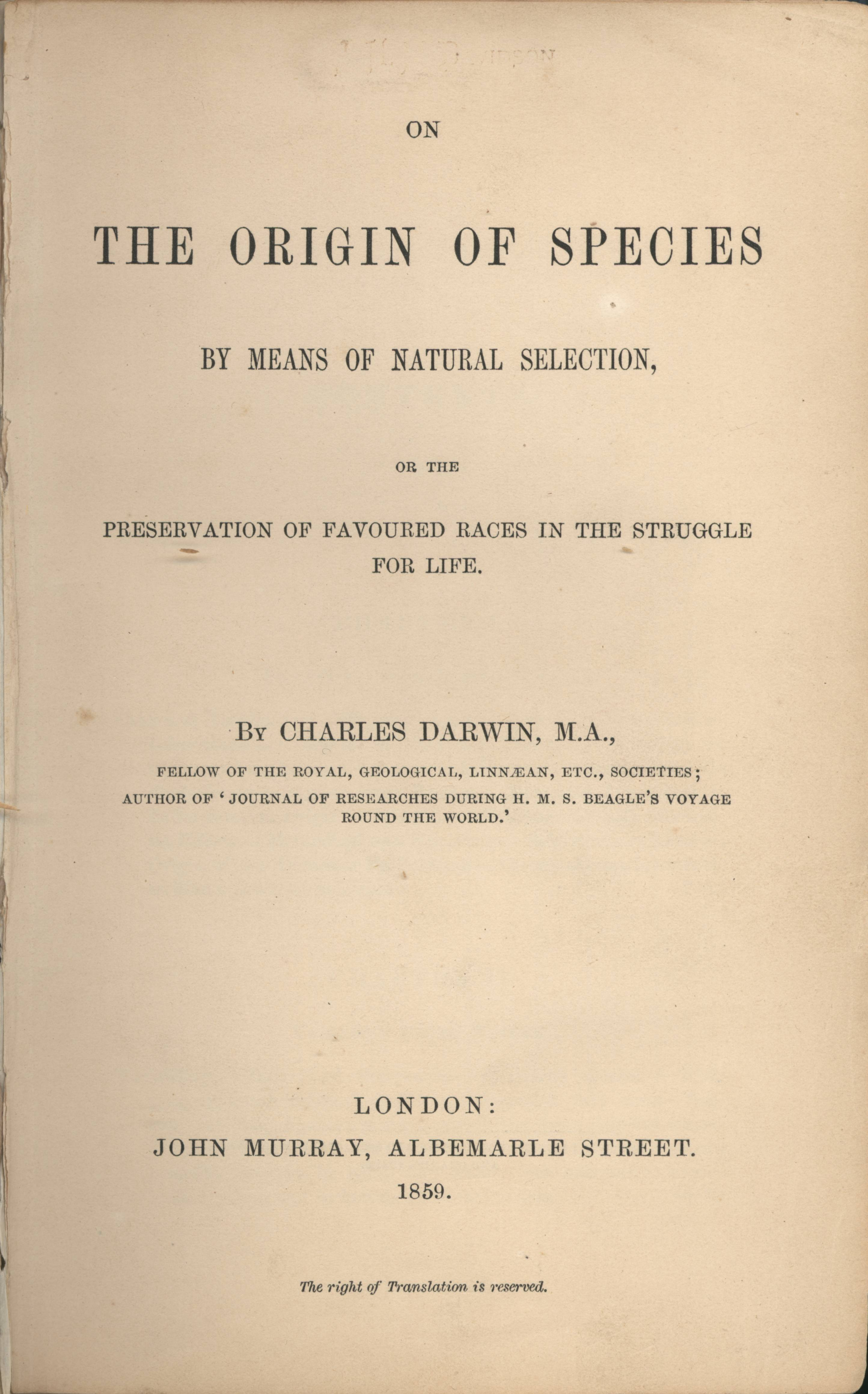
Portada de El origen de las especies

No fue sino hasta la publicación de El origen de las especies de Charles Darwin cuando el hecho de la evolución comenzó a ser ampliamente aceptado. Una carta de Alfred Russel Wallace, en la cual revelaba su propio descubrimiento de la selección natural, impulsó a Darwin a publicar su trabajo en evolución. Por lo tanto, a veces se les concede a ambos el crédito por la teoría de la evolución, llamándola también teoría de Darwin-Wallace.
Un debate particularmente interesante en el campo evolutivo fue el que sostuvieron los naturalistas franceses Georges Cuvier y Étienne Geoffroy Saint-Hilaire en el año 1830. Ambos discrepaban en los criterios fundamentales para describir las relaciones entre los seres vivos; mientras Cuvier se basaba en características anatómicas funcionales, Geoffroy daba más importancia a la morfología. La distinción entre función y forma trajo consigo el desarrollo de dos campos de investigación, conocidos respectivamente como anatomía funcional y anatomía trascendental. Gracias al trabajo del anatomista británico Richard Owen, los dos puntos de vista empezaron a reconciliarse, proceso completado en la teoría de la evolución de Darwin.
A pesar de que la teoría de Darwin sacudió profundamente la opinión científica con respecto al desarrollo de la vida, llegando incluso tener influencias sociales, no pudo explicar la fuente de variación existente entre las especies, y además la propuesta de Darwin de la existencia de un mecanismo hereditario (pangénesis) no satisfizo a la mayoría de los biólogos. No fue recién hasta fines del siglo XIX y comienzos del XX, que estos mecanismos pudieron establecerse.
Cuando alrededor del 1900 se «redescubrió» el trabajo que Gregor Mendel llevó a cabo a fines del siglo XIX sobre la naturaleza de la herencia, se estableció una discusión entre los mendelianos (Charles Benedict Davenport) y los biométricos (Walter Frank Raphael Weldon y Karl Pearson), quienes insistían en que la mayoría de los caminos importantes para la evolución debían mostrar una variación continua que no era explicable a través del análisis mendeliano. Finalmente, los dos modelos fueron conciliados y fusionados, principalmente a través del trabajo del biólogo y estadístico Ronald Fisher.
Este enfoque combinado, que aplica un modelo estadístico riguroso a las teorías de Mendel de la herencia vía genes, se dio a conocer en los años 1930 y 1940 y se conoce como la teoría sintética de la evolución.
En los años de la década de 1940, siguiendo el experimento de Griffith, Avery, MacLeod y McCarty lograron identificar de forma definitiva al ácido desoxirribonucleico (ADN) como el «principio transformador» responsable de la transmisión de la información genética. En 1953, Francis Crick y James Watson publicaron su famoso trabajo sobre la estructura del ADN, basado en la investigación de Rosalind Franklin y Maurice Wilkins. Estos avances iniciaron la era de la biología molecular y condujeron a la interpretación de la evolución como un proceso molecular.[cita requerida]
A mediados de la década de 1970, Motoo Kimura formuló la teoría neutralista de la evolución molecular, estableciendo de manera firme la importancia de la deriva génica como el principal mecanismo de la evolución. Hasta la fecha continúan los debates en esta área de investigación. Uno de los más importantes es acerca de la teoría del equilibrio puntuado, una teoría propuesta por Niles Eldredge y Stephen Jay Gould para explicar la escasez de formas transicionales entre especies.

### Darwinismo

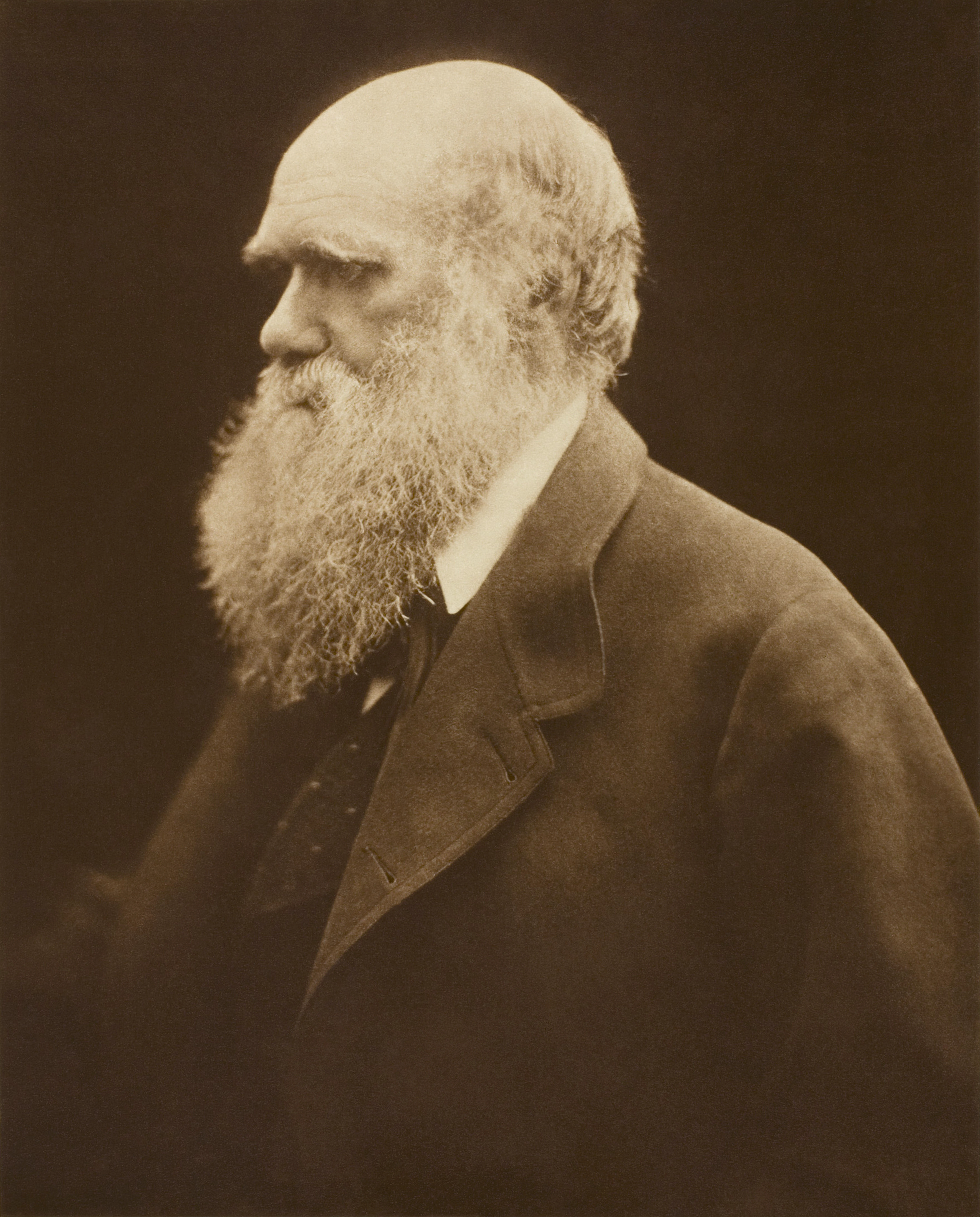
Charles Darwin, padre de la teoría de la evolución por selección natural.
Fotografía de Julia Margaret Cameron.

Esta etapa del pensamiento evolutivo se inicia con la publicación en agosto de 1858 de un trabajo conjunto de Darwin y Wallace, al que siguió en 1859 el libro de Darwin El origen de las especies, en el que designa el principio de la selección natural como el principal motor del proceso evolutivo y acepta la tesis lamarckiana de la herencia de los caracteres adquiridos como una fuente de variabilidad biológica; por este motivo, aunque Wallace rechazaba el lamarckismo, se acepta la denominación de «Lamarck-Darwin-Wallace» para referirse a este estadio.
Darwin usó la expresión "descendencia con modificación" en lugar de "evolución". En parte influenciado por Ensayo sobre el principio de la población (1798) de Thomas Malthus, Darwin señaló que el crecimiento de la población conduciría a una "lucha por la existencia" en la que prevalecían variaciones favorables mientras otros perecían. En cada generación, muchos descendientes no logran sobrevivir a una edad de reproducción debido a los recursos limitados. Esto podría explicar la diversidad de plantas y animales de un ancestro común a través del funcionamiento de las leyes naturales de la misma manera para todos los tipos de organismos.
El origen de las especies contenía «una muy ingeniosa teoría para explicar la aparición y perpetuación de las variedades y de las formas específicas en nuestro planeta» según palabras del prólogo escrito por Charles Lyell (1797-1895) y William Jackson Hooker (1785-1865). De hecho, este trabajo presentó por primera vez la hipótesis de la selección natural. Esta hipótesis contenía cinco afirmaciones fundamentales: 
1. todos los organismos producen más descendencia de la que el ambiente puede sostener;
2. existe una abundante variabilidad intraespecífica para la mayoría de los caracteres;
3. la competencia por los recursos limitados lleva a la lucha «por la vida» (según Darwin) o «por la existencia» (según Wallace);
4. se produce descendencia con modificaciones heredables
5. y como resultado, se originan nuevas especies.[123]

Darwin desarrolló su teoría de la "selección natural" a partir de 1838 y estaba escribiendo su "gran libro" sobre el tema cuando Alfred Russel Wallace le envió una versión de prácticamente la misma teoría en 1858. Sus documentos separados se presentaron juntos en una reunión de 1858 del Sociedad Linneana de Londres. Lyell y Hooker reconocieron a Darwin como el primero en formular las ideas presentadas en el trabajo conjunto, adjuntando como prueba un ensayo de Darwin de 1844 y una carta que envió a Asa Gray en 1857, ambos publicados junto con un artículo de Wallace. Un análisis comparativo detallado de las publicaciones de Darwin y Wallace revela que las contribuciones de este último fueron más importantes de lo que usualmente se suele reconocer, Thomas Henry Huxley aplicó las ideas de Darwin a los humanos, utilizando la paleontología y la anatomía comparada para proporcionar pruebas sólidas de que los humanos y los simios compartían un ancestro común.
Treinta años más tarde, el codescubridor de la selección natural publicó una serie de conferencias bajo el título de «Darwinism» que tratan los mismos temas que ya había tratado Darwin, pero a la luz de los hechos y de los datos que eran desconocidos en tiempos de Darwin, quien falleció en 1882. Sin embargo, en su Origen de las especies', Darwin fue el primero en resumir un conjunto coherente de observaciones que solidificó el concepto de la evolución de la vida en una verdadera teoría científica ―es decir, en un sistema de hipótesis―.
La lista de las propuestas de Darwin presentadas en esta obra se expone a continuación:

1. Los actos sobrenaturales del Creador son incompatibles con los hechos empíricos de la naturaleza.
2. Toda la vida evolucionó a partir de una o de pocas formas simples de organismos.
3. Las especies evolucionan a partir de variedades preexistentes por medio de la selección natural.
4. El nacimiento de una especie es gradual y de larga duración.
5. Los taxones superiores (géneros, familias, etc.) evolucionan a través de los mismos mecanismos que los responsables del origen de las especies.
6. Cuanto mayor es la similitud entre los taxones, más estrechamente relacionados se hallan entre sí y más corto es el tiempo de su divergencia desde el último ancestro común.
7. La extinción es principalmente el resultado de la competencia interespecífica.
8. El registro geológico es incompleto: la ausencia de formas de transición entre las especies y taxones de mayor rango se debe a las lagunas en el conocimiento actual.

El gran logro de Darwin fue demostrar que es posible explicar teleología aparente en términos no-teleológicos o términos causales corrientes. La vida no es direccional, no está encaminada de antemano.

### Neodarwinismo
Neodarwinismo es un término acuñado en 1895 por el naturalista y psicólogo inglés George John Romanes (1848-1894) en su obra Darwin and after Darwin. El término describe un estado en el desarrollo de la teoría evolutiva que se remonta al citólogo y zoólogo germano August Weismann (1834-1914), quien en 1892 aportó evidencia experimental en contra de la herencia lamarckiana y postuló que el desarrollo del organismo no influye en el material hereditario y que la reproducción sexual en cada generación introduce nuevas variaciones en la población de individuos. La selección natural, entonces, puede actuar sobre la variabilidad de la población y determina el curso del cambio evolutivo. El neodarwinismo enriqueció el concepto original de Darwin, al destacar el origen de las variaciones entre individuos y excluir la herencia lamarckiana como una explicación viable del mecanismo de herencia. Wallace, quien popularizó el término «darwinismo» en 1889, incorporó plenamente las nuevas conclusiones de Weismann y fue, por consiguiente, uno de los primeros proponentes del neodarwinismo.

### Síntesis evolutiva moderna

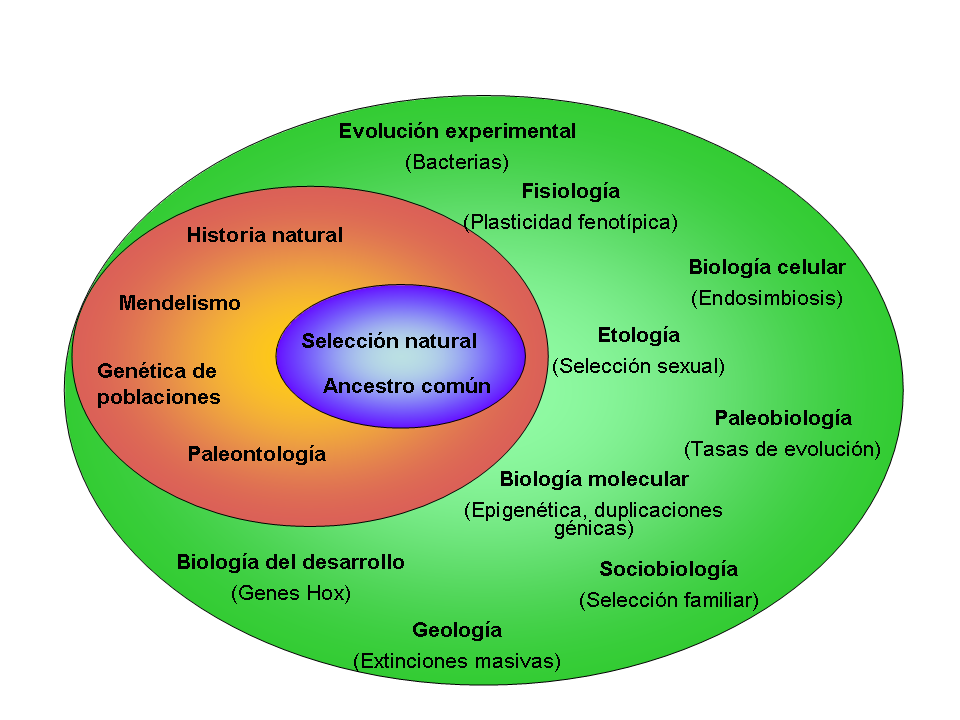
Representación gráfica de la continua expansión de la teoría evolutiva en términos de las ideas, fenómenos estudiados y campos del conocimiento. La elipse más pequeña representa el Darwinismo original, la elipse de tamaño intermedio a la Teoría Sintética y la más grande a la síntesis ampliada. Esta última integra a por lo menos diez disciplinas científicas adicionales. Basado en Kutschera y Niklas (2004) y Pigliucci (2009).

Este sistema de hipótesis del proceso evolutivo se originó entre 1937 y 1950.
En contraste con el neodarwinismo de Weismann y Wallace, que daba primacía a la selección natural y postulaba la genética mendeliana como el mecanismo de transmisión de caracteres entre generaciones, la teoría sintética incorporó datos de campos diversos de la biología, como la genética molecular, la sistemática y la paleontología e introdujo nuevos mecanismos para la evolución. Por estas razones, se trata de diferentes teorías aunque a veces se usen los términos indistintamente.

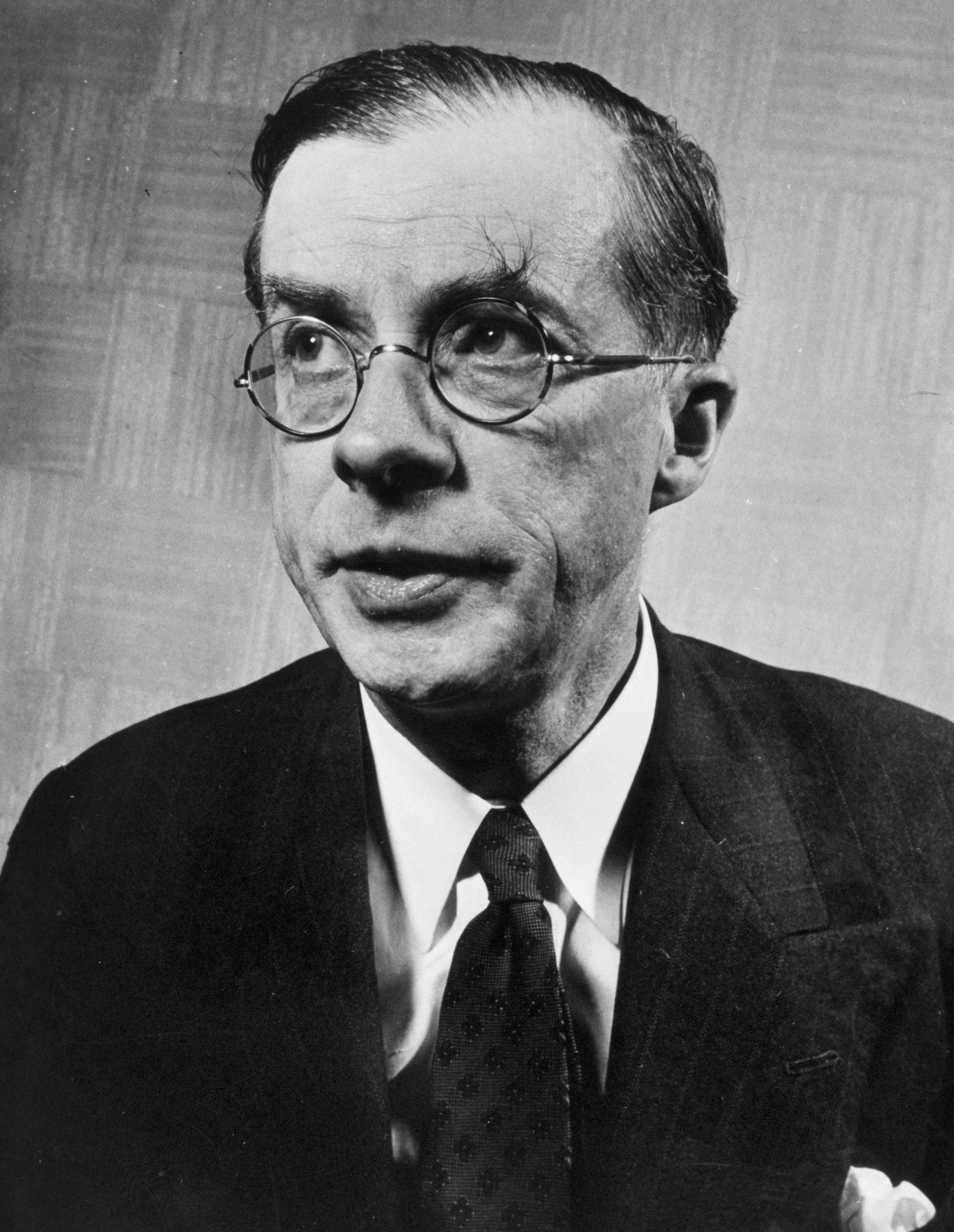
Julian Huxley dio su nombre en 1942 a la teoría sintética de la evolución, que hoy es ampliamente aceptada en la comunidad científica.

De acuerdo a la gran mayoría de los historiadores de la Biología, los conceptos básicos de la teoría sintética están basados esencialmente en el contenido de seis libros, cuyos autores fueron: el naturalista y genetista ruso americano Theodosius Dobzhansky (1900-1975); el naturalista y taxónomo alemán americano Ernst Mayr (1904-2005); el zoólogo británico Julian Huxley (1887-1975); el paleontólogo americano George G. Simpson (1902-1984); el zoólogo germano Bernhard Rensch (1900-1990) y el botánico estadounidense George Ledyard Stebbins (1906-2000).
Los términos «síntesis evolutiva» y «teoría sintética» fueron acuñados por Julian Huxley en su libro Evolución: la síntesis moderna (1942), en el que también introdujo el término Biología evolutiva en vez de la frase «estudio de la evolución». De hecho Huxley fue el primero en señalar que la evolución «debía ser considerada el problema más central y el más importante de la biología y cuya explicación debía ser abordada mediante hechos y métodos de cada rama de la ciencia, desde la ecología, la genética, la paleontología, la embriología, la sistemática hasta la anatomía comparada y la distribución geográfica, sin olvidar los de otras disciplinas como la geología, la geografía y las matemáticas».
La llamada «síntesis evolutiva moderna» es una robusta teoría que actualmente proporciona explicaciones y modelos matemáticos de los mecanismos generales de la evolución o los fenómenos evolutivos, como la adaptación o la especiación. Como cualquier teoría científica, sus hipótesis están sujetas a constante crítica y comprobación experimental.[cita requerida]
- Los entes dónde actúa la evolución son las poblaciones de organismos y no los individuos. Theodosius Dobzhansky, uno de los fundadores de la síntesis moderna, lo expresó la evolución del siguiente modo: «La evolución es un cambio en la composición genética de las poblaciones. El estudio de los mecanismos evolutivos corresponde a la genética poblacional».[140] Esta idea llevó al «concepto biológico de especie» desarrollado por Mayr en 1942: una comunidad de poblaciones que se entrecruzan y que está reproductivamente aislada de otras comunidades.[141][142]
- La variabilidad fenotípica y genética en las poblaciones de plantas y de animales se produce por la recombinación genética ―reorganización de segmentos de cromosomas durante la reproducción sexual— y por las mutaciones aleatorias. La cantidad de variación genética que una población de organismos con reproducción sexual puede producir es enorme. Considérese la posibilidad de un solo individuo con un número «N» de genes, cada uno con solo dos alelos. Este individuo puede producir 2N espermatozoides u óvulos genéticamente diferentes. Debido a que la reproducción sexual implica dos progenitores, cada descendiente puede, por tanto, poseer una de las 4N combinaciones diferentes de genotipos. Así, si cada progenitor tiene 150 genes con dos alelos cada uno ―una subestimación del genoma humano―, cada uno de los padres puede dar lugar a más de 1045 gametos genéticamente diferentes y más de 1090 descendientes genéticamente diferentes.[cita requerida]

- La selección natural es la fuerza más importante que modela el curso de la evolución fenotípica. En ambientes cambiantes, la selección direccional es de especial importancia, porque produce un cambio en la media de la población hacia un fenotipo nuevo que se adapta mejor a las condiciones ambientales alteradas. Además, en las poblaciones pequeñas, la deriva génica aleatoria ―la pérdida de genes del acervo genético― puede ser significativa.[cita requerida]

- La especiación puede definirse como «un paso en el proceso evolutivo (en el que) las formas... se vuelven incapaces de hibridarse».[143] Se han descubierto y estudiado en profundidad diversos mecanismos de aislamiento reproductivo. Se cree que el aislamiento geográfico de la población fundadora es responsable del origen de las nuevas especies en las islas y otros hábitats aislados y es probable que la especiación alopátrica ―evolución divergente de poblaciones que están geográficamente aisladas unas de otras― sea el mecanismo de especiación predominante en el origen de muchas especies de animales.[144] Sin embargo, la especiación simpátrica ―la aparición de nuevos especies sin aislamiento geográfico― también está documentada en muchos taxones, sobre todo en las plantas vasculares, los insectos, los peces y las aves.[145]

- Las transiciones evolutivas en estas poblaciones suelen ser graduales, es decir, las nuevas especies evolucionan a partir de las variedades preexistentes por medio de procesos lentos y en cada etapa se mantiene su adaptación específica.[cita requerida]

- La macroevolución ―la evolución filogenética por encima del nivel de especie o la aparición de taxones superiores― es un proceso gradual, paso a paso, que no es más que la extrapolación de la microevolución ―el origen de las razas y variedades, y de las especies―.[cita requerida]

## Equilibrio puntuado
En biología evolutiva, la teoría del equilibrio puntuado, también denominado equilibrio interrumpido, es una teoría que propone que una vez que una especie aparece en el registro fósil, la población se estabiliza, mostrando pocos cambios evolutivos durante la mayor parte de su historia geológica. Este estado de cambio morfológico mínimo o nulo se llama estasis. Según la teoría, los cambios evolutivos significativos son eventos raros y geológicamente rápidos de especiación ramificada llamados cladogénesis. La cladogénesis es el proceso por el cual una especie se divide en dos especies distintas, en lugar de transformarse gradualmente en otra.
El equilibrio puntuado se contrasta comúnmente con el gradualismo filético, la idea de que la evolución ocurre generalmente de manera uniforme y por la transformación constante y gradual de linajes completos (llamada anagénesis). Desde este punto de vista, la evolución se considera generalmente gradual y continua.

## Teoría neutralista de la evolución molecular
La teoría neutralista de la evolución molecular establece que la gran mayoría de los cambios evolutivos a nivel molecular son causados por la deriva genética de mutantes neutros en cuanto a la selección natural. La teoría fue propuesta por Motoo Kimura en 1968 y descrita en detalle en 1983 en su libro The Neutral Theory of Molecular Evolution, y aunque fue recibida por algunos como un argumento contra la teoría de Darwin de la evolución por medio de la selección natural, Kimura mantuvo (con el acuerdo de la mayoría de quienes trabajan en biología evolutiva) que las dos teorías son compatibles: "La teoría no niega el papel de la selección natural en la determinación del curso de la evolución adaptativa". En cualquier caso, la teoría atribuye un gran papel a la deriva genética.

## Biología evolutiva del desarrollo
La biología evolutiva del desarrollo (o informalmente evo-devo, del inglés evolutionary developmental biology) es un campo de la biología que compara el proceso de desarrollo de diferentes organismos con el fin de determinar sus relaciones filogenéticas. De igual forma, busca identificar los mecanismos del desarrollo que dan origen a cambios evolutivos en los Fenotipos de los individuos (Hall, 2003). El interés principal de esta nueva aproximación evolutiva es entender cómo la forma orgánica (estructuras novedosas y nuevos patrones morfológicos) evoluciona. De este modo, la evolución se define como el cambio en los procesos de desarrollo.

## Síntesis evolutiva moderna
En la época de Darwin los científicos no conocían cómo se heredaban las características. Posteriormente se descubrió la relación de la mayoría de las características hereditarias con entidades persistentes llamadas genes, fragmentos de las moléculas lineales de ácido desoxirribonucleico (ADN) del núcleo de las células. El ADN varía entre los miembros de una misma especie y también sufre cambios, mutaciones, o reorganizaciones por recombinación genética.

### Variabilidad
El fenotipo de un organismo individual es el resultado de su genotipo y la influencia del ambiente en el que vive y ha vivido. Una parte sustancial de la variación entre fenotipos dentro de una población está causada por las diferencias entre sus genotipos. La síntesis evolutiva moderna define la evolución como el cambio de esa variación genética a través del tiempo. La frecuencia de cada alelo fluctúa, siendo más o menos prevalente en relación con otras formas alternativas del mismo gen. Las fuerzas evolutivas actúan mediante la dirección de esos cambios en las frecuencias alélicas en uno u otro sentido. La variación de una población para un gen dado desaparece cuando se produce la fijación de un alelo que ha reemplazado enteramente a todas las otras formas alternativas de ese mismo gen.
La variabilidad surge en las poblaciones naturales por mutaciones en el material genético, migraciones entre poblaciones (flujo genético) y por la reorganización de los genes a través de la reproducción sexual. La variabilidad también puede provenir del intercambio de genes entre diferentes especies, por ejemplo a través de la transferencia horizontal de genes en las bacterias o la hibridación interespecífica en las plantas. A pesar de la constante introducción de variantes nuevas a través de estos procesos, la mayor parte del genoma de una especie es idéntica en todos los individuos que pertenecen a la misma. Sin embargo, aun pequeños cambios en el genotipo pueden llevar a modificaciones sustanciales del fenotipo. Así, los chimpancés y los seres humanos, por ejemplo, solo difieren en aproximadamente el 5 % de sus genomas.

#### Mutación

Duplicación de parte de un cromosoma.

Darwin no conocía la fuente de las variaciones en los organismos individuales, pero observó que parecían ocurrir aleatoriamente. En trabajos posteriores se atribuyó la mayor parte de estas variaciones a las mutaciones. La mutación es un cambio permanente y transmisible en el material genético ―usualmente el ADN o el ARN― de una célula, producido por «errores de copia» en el material genético durante la división celular o por la exposición a radiación, sustancias químicas o la acción de virus. Las mutaciones aleatorias ocurren constantemente en el genoma de todos los organismos, creando nueva variabilidad genética. Las mutaciones pueden no tener efecto alguno sobre el fenotipo del organismo, o ser perjudiciales o beneficiosas. A modo de ejemplo, los estudios realizados sobre la mosca de la fruta (Drosophila melanogaster), sugieren que, si una mutación determina un cambio en la proteína producida por un gen, ese cambio será perjudicial en el 70 % de los casos y neutro o levemente beneficioso en los restantes.
La frecuencia de nuevas mutaciones en un gen o secuencia de ADN en cada generación se denomina tasa de mutación. En escenarios de rápido cambio ambiental, una tasa de mutación alta aumenta la probabilidad de que algunos individuos tengan una variante genética adecuada para adaptarse y sobrevivir; por otro lado, también aumenta el número de mutaciones perjudiciales o deletéreas que disminuyen la adaptación de los individuos y eleva la probabilidad de extinción de la especie. Debido a los efectos contrapuestos que las mutaciones pueden tener sobre los organismos, la tasa de mutación óptima para una población es una compensación entre costos y beneficios, que depende de la especie y refleja la historia evolutiva como respuesta a los retos impuestos por el ambiente. Los virus, por ejemplo, presentan una alta tasa de mutación, lo que supone una ventaja adaptativa ya que deben evolucionar rápida y constantemente para sortear a los sistemas inmunes de los organismos que afectan.
La duplicación génica introduce en el genoma copias extras de un gen y, de ese modo, proporciona el material de base para que las nuevas copias inicien su propio camino evolutivo. Si el gen inicial sigue funcionando normalmente, sus copias pueden adquirir nuevas mutaciones sin perjuicio para el organismo que los alberga y llegar con el tiempo a adoptar nuevas funciones. Por ejemplo, en los seres humanos son necesarios cuatro genes para construir las estructuras necesarias para detectar la luz: tres para la visión de los colores y uno para la visión nocturna. Los cuatro genes han evolucionado a partir de un solo gen ancestral por duplicación y posterior divergencia. Otros tipos de mutación pueden ocasionalmente crear nuevos genes a partir del denominado ADN no codificante. También pueden surgir nuevos genes con diferentes funciones a partir de fragmentos de genes duplicados que se recombinan para formar nuevas secuencias de ADN.
Las mutaciones cromosómicas ―también denominadas, aberraciones cromosómicas― son una fuente adicional de variabilidad hereditaria. Así, las translocaciones, inversiones, deleciones, translocaciones robertsonianas y duplicaciones, usualmente ocasionan variantes fenotípicas que se transmiten a la descendencia. Por ejemplo, en el género Homo tuvo lugar una fusión cromosómica que dio lugar al cromosoma 2 de los seres humanos, mientras que otros simios conservan 24 pares de cromosomas. No obstante las consecuencias fenotípicas que pueden tener tales mutaciones cromosómicas, su mayor importancia evolutiva reside en acelerar la divergencia de las poblaciones que presentan diferentes configuraciones cromosómica: el flujo genético entre ellas se reduce severamente debido a la esterilidad o semiesterilidad de los individuos heterocigóticos. De este modo, las mutaciones cromosómicas actúan como mecanismos de aislamiento reproductivo que conducen a que las diferentes poblaciones mantengan su identidad como especies a través del tiempo.
Los fragmentos de ADN que pueden cambiar de posición en los cromosomas, tales como los transposones, constituyen una importante fracción del material genético de plantas y animales y pueden haber desempeñado un papel destacado en su evolución. Al insertarse en o escindirse de otras partes del genoma estas secuencias pueden activar, inhibir, eliminar o mutar otros genes y, por ende, crear nueva variabilidad genética. Asimismo, ciertas de estas secuencias se repiten miles o millones de veces en el genoma y muchas de ellas han adoptado funciones importantes, como por ejemplo, la regulación de la expresión genética.

#### Recombinación genética
La recombinación genética es el proceso mediante el cual la información genética se redistribuye por transposición de fragmentos de ADN entre dos cromosomas durante la meiosis ―y más raramente en la mitosis―. Los efectos son similares a los de las mutaciones, es decir, si los cambios no son deletéreos se transmiten a la descendencia y contribuyen a incrementar la diversidad dentro de cada especie.[cita requerida]
En los organismos asexuales, los genes se heredan en conjunto, o ligados, ya que no se mezclan con los de otros organismos durante los ciclos de recombinación que usualmente se producen durante la reproducción sexual. En contraste, los descendientes de los organismos que se reproducen sexualmente contienen una mezcla aleatoria de los cromosomas de sus progenitores, la cual se produce durante la recombinación meiótica y la posterior fecundación. La recombinación no altera las frecuencias alélicas sino que modifica la asociación existente entre alelos pertenecientes a genes diferentes, produciendo descendientes con combinaciones únicas de genes. La recombinación generalmente incrementa la variabilidad genética y puede aumentar también las tasas de evolución. No obstante, la existencia de la reproducción asexual, tal como ocurre en las plantas apomícticas o en los animales partenogenéticos, indica que este modo de reproducción puede también ser ventajoso en ciertos ambientes. Jens Christian Clausen fue uno de los primeros en reconocer formalmente que la apomixis, particularmente la apomixis facultativa, no necesariamente conduce a una pérdida de variabilidad genética y de potencial evolutivo. Utilizando una analogía entre el proceso adaptativo y la producción a gran escala de automóviles, Clausen arguyó que la combinación de sexualidad (que permite la producción de nuevos genotipos) y de apomixis (que permite la producción ilimitada de los genotipos más adaptados) potencia la capacidad de una especie para el cambio adaptativo.
Aunque el proceso de recombinación posibilita que los genes agrupados en un cromosoma puedan heredarse independientemente, la tasa de recombinación es baja ―aproximadamente dos eventos por cromosoma y por generación―. Como resultado, los genes adyacentes tienden a heredarse conjuntamente, en un fenómeno que se denomina ligamiento. Un grupo de alelos que usualmente se heredan conjuntamente por hallarse ligados se denomina haplotipo. Cuando uno de los alelos en haplotipo es altamente beneficioso, la selección natural puede conducir a un barrido selectivo que aumenta la proporción dentro de la población del resto de los alelos en el haplotipo; este efecto se denomina arrastre por ligamiento o «efecto autostop» (en inglés, genetic hitchhiking).
Cuando los alelos no se recombinan, como es el caso en el cromosoma Y de los mamíferos o en los organismos asexuales, los genes con mutaciones deletéreas se acumulan, lo que se denomina trinquete de Muller (Muller ratchet en inglés). De este modo, al romper los conjuntos de genes ligados, la reproducción sexual facilita la eliminación de las mutaciones perjudiciales y la retención de las beneficiosas, además de la aparición de individuos con combinaciones genéticas nuevas y favorables. Estos beneficios deben contrarrestar otros efectos perjudiciales de la reproducción sexual, como la menor tasa reproductiva de las poblaciones de organismos sexuales y la separación de combinaciones favorables de genes. En todas las especies sexuales, y con la excepción de los organismos hermafroditas, cada población está constituida por individuos de dos sexos, de los cuales solo uno es capaz de engendrar la prole. En una especie asexual, en cambio, todos los miembros de la población tienen esa capacidad, lo que implica un crecimiento más rápido de la población asexual en cada generación. Otro costo del sexo es que los machos y las hembras deben buscarse entre ellos para aparearse y la selección sexual suele favorecer caracteres que reducen la aptitud de los individuos. Este costo del sexo fue expresado por primera vez en términos matemáticos por John Maynard Smith. Las razones de la evolución de la reproducción sexual son todavía poco claras y es un interrogante que constituye un área activa de investigación en Biología evolutiva, que ha inspirado ideas tales como la hipótesis de la Reina Roja. El escritor científico Matt Ridley, que popularizó el término en su libro The Red Queen: Sex and the Evolution of Human Nature, sostiene que existe una carrera armamentista cíclica entre los organismos y sus parásitos y especula que el sexo sirve para preservar los genes circunstancialmente desfavorables, pero potencialmente beneficiosos ante futuros cambios en las poblaciones de parásitos.[cita requerida]

#### Genética de poblaciones
Como se ha descrito previamente, desde un punto de vista genético la evolución es un cambio intergeneracional en la frecuencia de los alelos dentro de una población que comparte un mismo patrimonio genético. Una población es un grupo de individuos de la misma especie que comparten un ámbito geográfico. Por ejemplo, todas las polillas de una misma especie que viven en un bosque aislado forman una población. Un gen determinado dentro de la población puede presentar diversas formas alternativas, que son las responsables de la variación entre los diferentes fenotipos de los organismos. Un ejemplo puede ser un gen de la coloración en las polillas que tenga dos alelos: uno para color blanco y otro para color negro. El patrimonio o acervo genético es el conjunto completo de los alelos de una población, de forma que cada alelo aparece un número determinado de veces en un acervo génico. La fracción de genes del patrimonio genético que están representadas por un alelo determinado recibe el nombre de frecuencia alélica, por ejemplo, la fracción de polillas en la población que presentan el alelo para color negro. La evolución tiene lugar cuando hay cambios en la frecuencia alélica en una población de organismos que se reproducen entre ellos, por ejemplo, si el alelo para color negro se hace más común en una población de polillas.
Para comprender los mecanismos que hacen que evolucione una población, es útil conocer las condiciones necesarias para que la población no evolucione. El principio de Hardy-Weinberg determina que la frecuencia de los alelos de una población suficientemente grande permanecerá constante solo si la única fuerza que actúa es la recombinación aleatoria de alelos durante la formación de los gametos y la posterior combinación de los mismos durante la fertilización. En ese caso, la población se encuentra en equilibrio de Hardy-Weinberg y, por lo tanto, no evoluciona.

#### Flujo genético

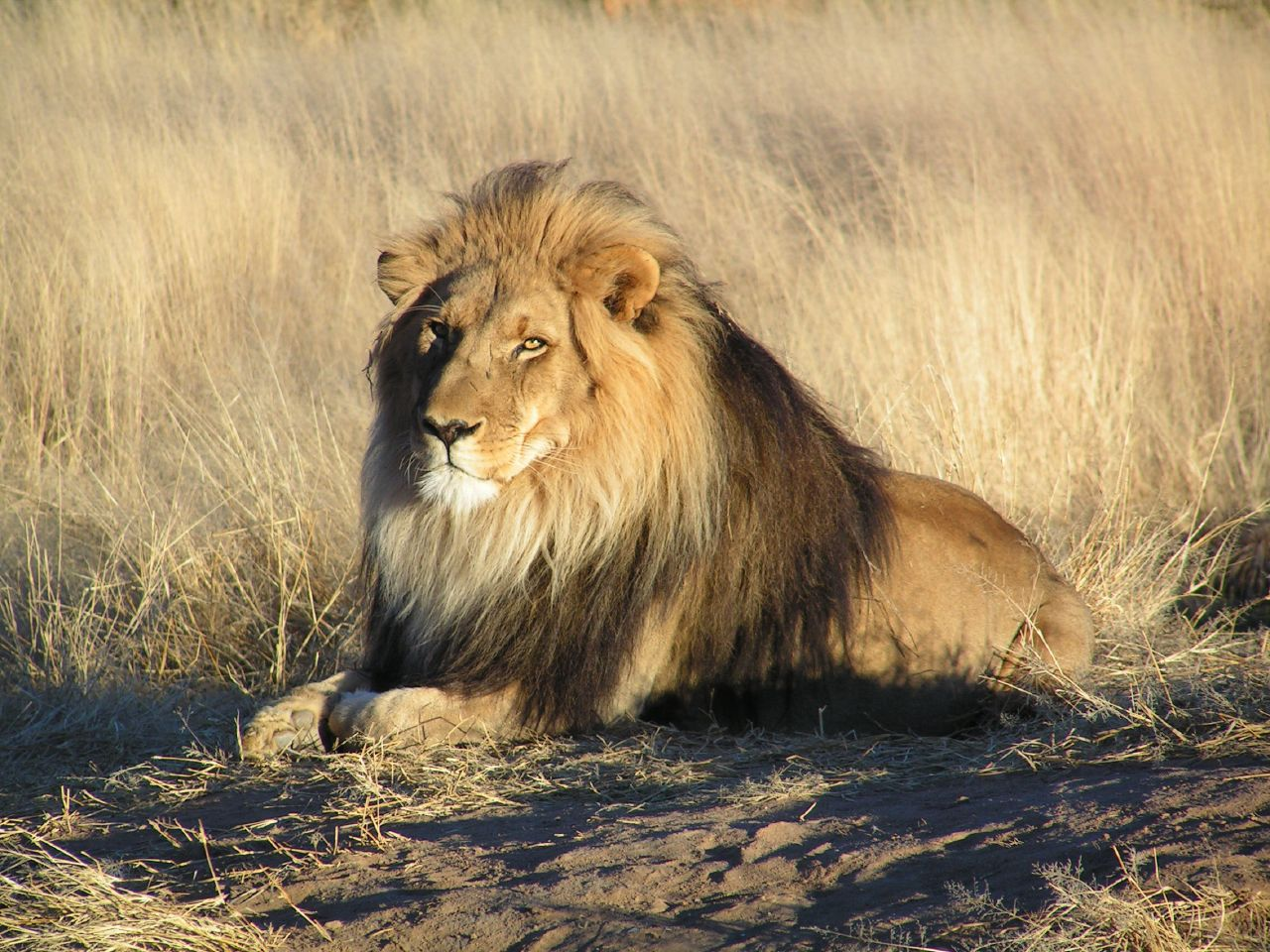
Cuando los leones machos alcanzan la madurez sexual, abandonan el grupo en el que nacieron y se establecen en otra manada para aparearse, lo que asegura el flujo génico entre manadas.

El flujo genético es el intercambio de genes entre poblaciones, usualmente de la misma especie. Como ejemplos de flujo génico se pueden mencionar el cruzamiento de individuos tras la inmigración de una población en el territorio de otra, o, en el caso de las plantas, el intercambio de polen entre poblaciones diferentes. La transferencia de genes entre especies conlleva la formación de híbridos o la transferencia horizontal de genes.
La inmigración y la emigración de individuos en las poblaciones naturales pueden causar cambios en las frecuencias alélicas, como así también la introducción ―o desaparición― de variantes alélicas dentro de un acervo genético ya establecido. Las separaciones físicas en el tiempo, espacio o nichos ecológicos específicos que puede existir entre las poblaciones naturales restringen o imposibilitan el flujo génico. Además de estas restricciones al intercambio de genes entre poblaciones existen otros mecanismos de aislamiento reproductivo conformados por características, comportamientos y procesos fisiológicos que impiden que los miembros de dos especies diferentes puedan cruzarse o aparearse entre sí, producir descendencia o que esta sea viable o fértil. Estas barreras constituyen una fase indispensable en la formación de nuevas especies ya que mantienen las características propias de las mismas a través del tiempo al restringir o eliminar el flujo genético entre los individuos de diferentes poblaciones.
Las especies distintas pueden ser interfértiles, dependiendo de cuánto han divergido desde su ancestro común; por ejemplo, la yegua y el asno pueden aparearse y producir la mula. Tales híbridos son generalmente estériles debido a las diferencias cromosómicas entre las especies parentales, que impiden el emparejamiento correcto de los cromosomas durante la meiosis. En este caso, las especies estrechamente relacionadas pueden cruzarse con regularidad, pero la selección natural actúa contra los híbridos. Sin embargo, de vez en cuando se forman híbridos viables y fértiles que pueden presentar propiedades intermedias entre sus especies paternales o poseer un fenotipo totalmente nuevo.
La importancia de la hibridación en la creación de nuevas especies de animales no está clara, aunque existen ejemplos bien documentados como el de la rana Hyla versicolor. La hibridación es, sin embargo, un mecanismo importante de formación de nuevas especies en las plantas, ya que estas toleran la poliploidía ―la duplicación de todos los cromosomas de un organismo― más fácilmente que los animales; la poliploidía restaura la fertilidad en los híbridos interespecíficos debido a que cada cromosoma es capaz de aparearse con un compañero idéntico durante la meiosis.
Hay dos mecanismos básicos de cambio evolutivo: la selección natural y la deriva genética. La selección natural favorece a los genes que mejoran la capacidad de supervivencia y reproducción del organismo. La deriva genética es el cambio en la frecuencia de los alelos, provocado por transmisión aleatoria de los genes de una generación a la siguiente. La importancia relativa de la selección natural y de la deriva genética en una población varía dependiendo de la fuerza de la selección y del tamaño poblacional efectivo, que es el número de ejemplares de esa población capaces de reproducirse. La selección natural suele predominar en las poblaciones grandes, mientras que la deriva genética predomina en las pequeñas. El predominio de la deriva genética en poblaciones pequeñas puede llevar incluso a la fijación de mutaciones ligeramente deletéreas. Como resultado de ello, los cambios en el tamaño de una población pueden influir significativamente en el curso de la evolución. Los denominados «cuellos de botella», o descensos drásticos temporarios del tamaño efectivo de la población, suponen una pérdida o erosión de la variabilidad genética y conllevan la formación de poblaciones genéticamente más uniformes. Los cuellos de botella pueden ser el resultado de catástrofes, variaciones en el medio ambiente o alteraciones en el flujo genético causadas por una migración reducida, la expansión a nuevos hábitats, o una subdivisión de la población.

#### Selección natural

Diagrama que muestra como interaccionan las mutaciones y la selección natural para originar cambios en las poblaciones de organismos

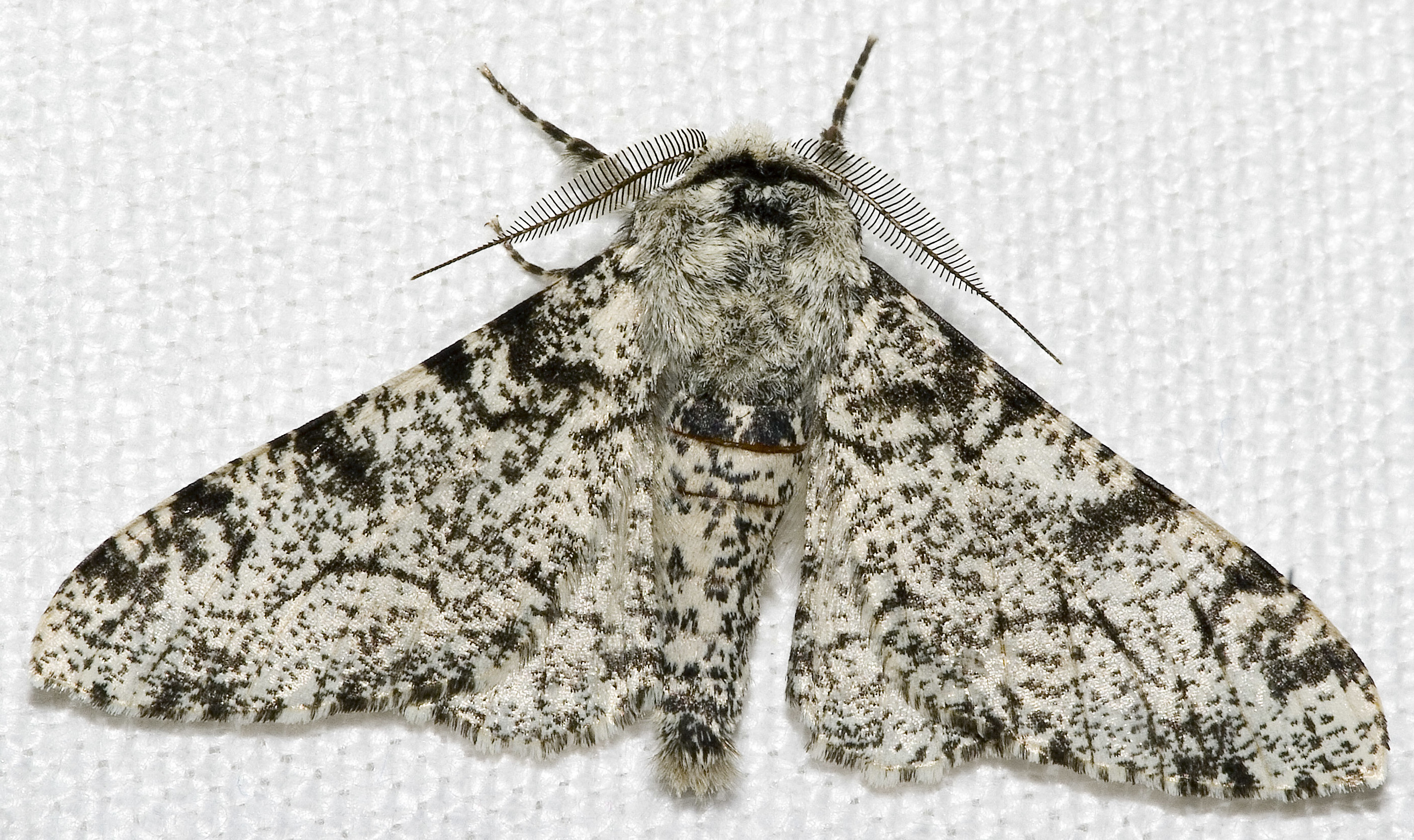
Biston betularia forma typica

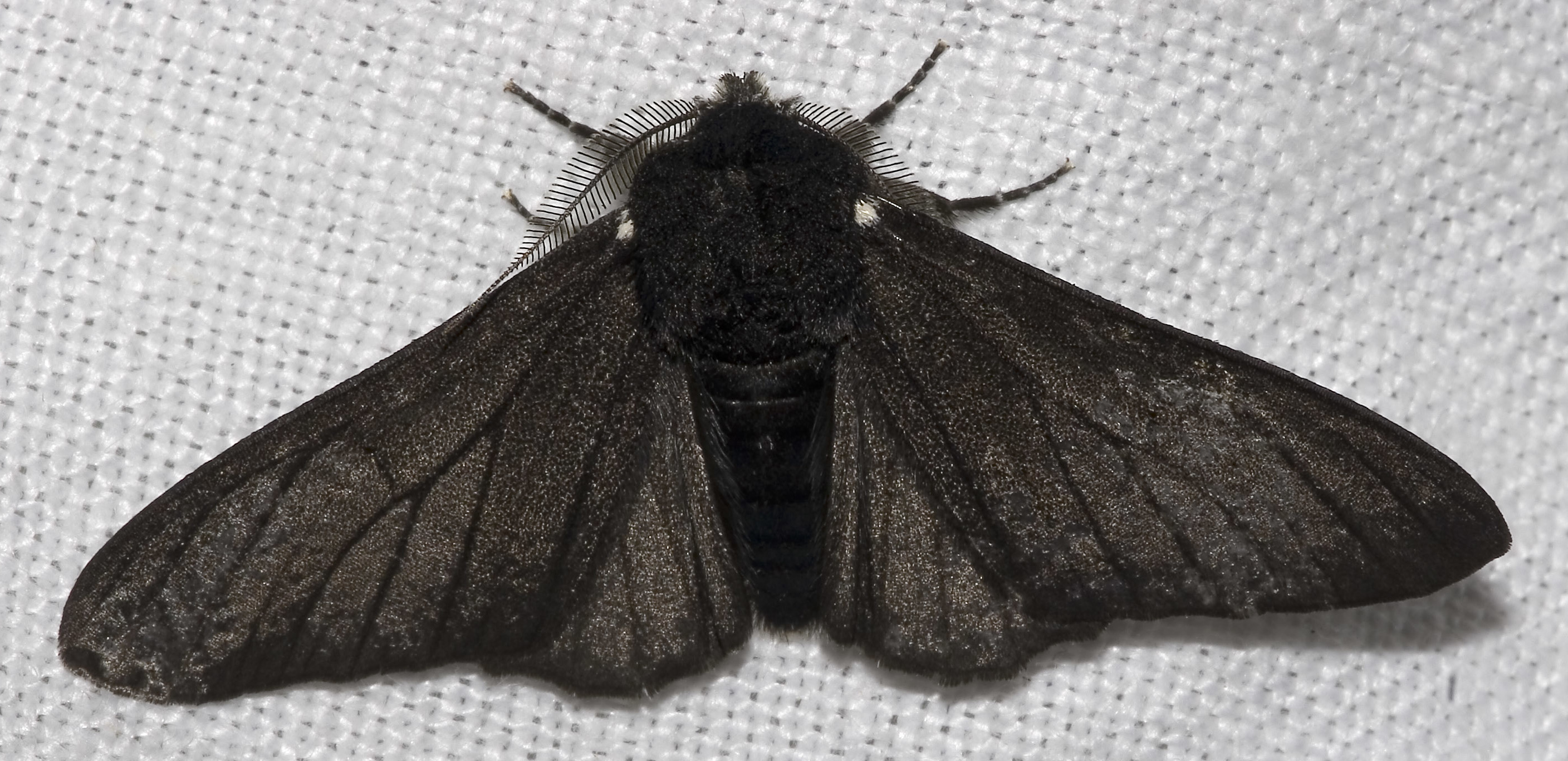
Biston betularia forma carbonaria

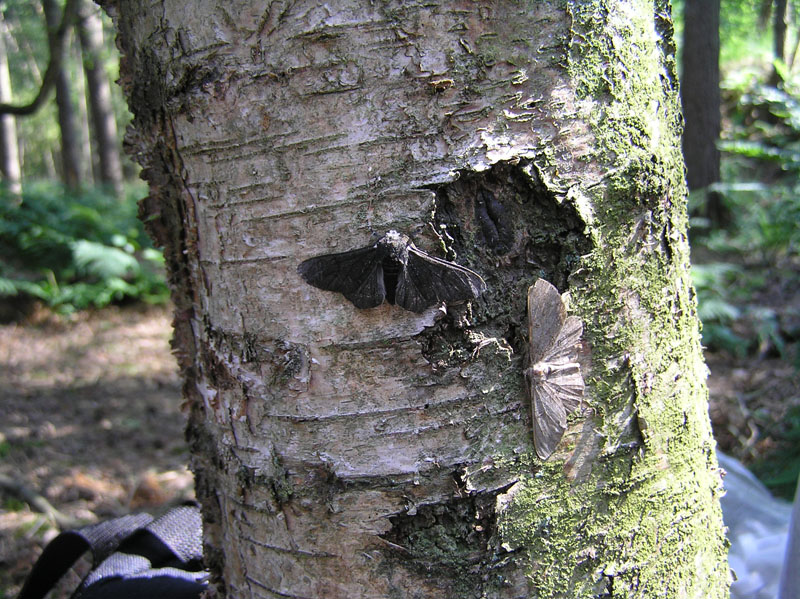
Las dos formas typica y carbonaria de la polilla Biston betularia posadas sobre el mismo tronco. La forma typica, de color claro, es difícilmente observable sobre este árbol que no se halla ennegrecido por el hollín, lo que la camufla de los depredadores, tales como Parus major.

La selección natural es el proceso por el cual las mutaciones genéticas que mejoran la capacidad reproductiva se vuelven, y permanecen, cada vez más frecuentes en las sucesivas generaciones de una población. Se la califica a menudo de «mecanismo autoevidente», pues es la consecuencia necesaria de tres hechos simples: (a) dentro de las poblaciones de organismos hay variación heredable (b) los organismos producen más descendientes de los que pueden sobrevivir, y (c) tales descendientes tienen diferentes capacidades para sobrevivir y reproducirse.
El concepto central de la selección natural es la aptitud biológica de un organismo. La aptitud, ajuste o adecuación influye en la medida de la contribución genética de un organismo a la generación siguiente. Sin embargo, la aptitud no es simplemente igual al número total de descendientes de un determinado organismo, ya que también cuantifica la proporción de generaciones posteriores que llevan los genes de ese organismo. Por ejemplo, si un organismo puede sobrevivir y reproducirse, pero sus descendientes son demasiado pequeños o enfermizos como para llegar a la edad reproductiva, la contribución genética de ese organismo a las futuras generaciones será muy baja y, por ende, su aptitud también lo es.
Por consiguiente, si un alelo aumenta la aptitud más que otros, con cada generación el alelo será más común dentro de la población. Se dice que tales rasgos son «seleccionados favorablemente». Una mejora de la supervivencia o una mayor fecundidad son ejemplos de rasgos que pueden aumentar la aptitud. En cambio, la menor aptitud causada por un alelo menos beneficioso o deletéreo hace que este sea cada vez más raro en la población y sufra una «selección negativa». Hay que subrayar que la aptitud de un alelo no es una característica fija: si el ambiente cambia, los rasgos que antes eran neutros o nocivos pueden ser beneficiosos y viceversa. Por ejemplo, la polilla Biston betularia presenta dos colores, uno claro denominado forma typica y otro oscuro llamado forma carbonaria. La forma typica, como su nombre indica, es la más frecuente en esta especie. No obstante, durante la revolución industrial en el Reino Unido los troncos de muchos árboles sobre los que se posaban las polillas se ennegrecieron por el hollín, lo que les daba las polillas de color oscuro una mayor oportunidad de sobrevivir y producir más descendientes al pasar más fácilmente desapercibidas para los depredadores. Solo cincuenta años después de que se descubriera la primera polilla melánica, casi la totalidad de las polillas del área industrial de Mánchester eran oscuras. Este proceso se revirtió a causa de la «Ley del aire limpio» (Clean Air Act) de 1956, que redujo la polución industrial. Al aclararse el color de los troncos, las polillas oscuras volvieron a ser más fácilmente visibles por los depredadores y su número disminuyó. Sin embargo, aunque la dirección de la selección cambie, los rasgos que se hubiesen perdido en el pasado no pueden volver a obtenerse de forma idéntica ―situación que describe la Ley de Dollo o «Ley de la irreversibilidad evolutiva»―. De acuerdo con esta hipótesis, una estructura u órgano que se ha perdido o descartado durante el transcurso de la evolución no volverá a aparecer en ese mismo linaje de organismos.
Según Richard Dawkins, esta hipótesis es «una declaración sobre la improbabilidad estadística de seguir exactamente la misma trayectoria evolutiva dos veces o, de hecho, una misma trayectoria particular en ambas direcciones».
Dentro de una población, la selección natural para un determinado rasgo que varía en forma continua, como la altura, se puede categorizar en tres tipos diferentes. El primero es la «selección direccional», que es un cambio en el valor medio de un rasgo a lo largo del tiempo; por ejemplo, cuando los organismos cada vez son más altos. En segundo lugar se halla la «selección disruptiva» que es la selección de los valores extremos de un determinado rasgo, lo que a menudo determina que los valores extremos sean más comunes y que la selección actúe en contra del valor medio; esto implica, en el ejemplo anterior, que los organismos bajos y altos tienen una ventaja, pero los de altura media no. Finalmente, en la «selección estabilizadora», la selección actúa en contra de los valores extremos, lo que determina una disminución de la varianza alrededor del promedio y una menor variabilidad de la población para ese carácter en particular; si se diera este tipo de selección, todos los organismos de una población adquirirían paulatinamente una altura similar.[cita requerida]
Un tipo especial de selección natural es la selección sexual, que actúa a favor de cualquier rasgo que aumente el éxito reproductivo por aumentar el atractivo de un organismo para sus parejas potenciales. Ciertos rasgos adquiridos por los machos por selección sexual ―tales como los cuernos voluminosos, cantos de apareamiento o colores brillantes― pueden reducir las posibilidades de supervivencia, por ejemplo, por atraer a los depredadores. No obstante, esta desventaja reproductiva se compensa por un mayor éxito reproductivo de los machos que presentan estos rasgos.
Un área de estudio activo es la denominada «unidad de selección»; se ha dicho que la selección natural actúa a nivel de genes, células, organismos individuales, grupos de organismos e incluso especies. Ninguno de estos modelos es mutuamente exclusivo, y la selección puede actuar en múltiples niveles a la vez. Por ejemplo, debajo del nivel del individuo, hay genes denominados transposones que intentan replicarse en todo el genoma. La selección por encima del nivel del individuo, como la selección de grupo, puede permitir la evolución de la cooperación.

#### Deriva genética

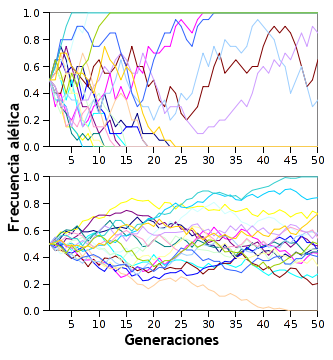
Simulación de la deriva genética de veinte alelos no enlazados en poblaciones de 10 (arriba) y 100 (abajo). La deriva hacia la fijación es más rápida en la población pequeña.

La deriva genética es el cambio en la frecuencia de los alelos entre una generación y la siguiente, y tiene lugar porque los alelos de la descendencia son una muestra aleatoria de los padres, y por el papel que juega el azar en la hora de determinar si un ejemplar determinado sobrevivirá y se reproducirá. En términos matemáticos, los alelos están sujetos a errores de muestreo. Como resultado de ello, cuando las fuerzas selectivas están ausentes o son relativamente débiles, la frecuencia de los alelos tiende a «derivar» hacia arriba o hacia abajo aleatoriamente (en un paseo aleatorio). Esta deriva se detiene cuando un alelo se convierte finalmente fijado, es decir, o bien desaparece de la población, o bien sustituye totalmente el resto de genes. Así pues, la deriva genética puede eliminar algunos alelos de una población simplemente debido al azar. Incluso en la ausencia de fuerzas selectivas, la deriva genética puede hacer que dos poblaciones separadas que empiezan con la misma estructura genética se separen en dos poblaciones divergentes con un conjunto de alelos diferentes.
El tiempo necesario para que un alelo quede fijado por la deriva genética depende del tamaño de la población; la fijación tiene lugar más rápido en poblaciones más pequeñas. La medida precisa de las poblaciones que es importante en este caso recibe el nombre de tamaño poblacional efectivo, que fue definida por Sewall Wright como el número teórico de ejemplares reproductivos que presenten el mismo grado observado de consanguinidad.
Aunque la selección natural es responsable de la adaptación, la importancia relativa de las dos fuerzas, selección natural y deriva genética, como impulsoras del cambio evolutivo en general es actualmente un campo de investigación en la biología evolutiva. Estas investigaciones fueron inspiradas por la teoría neutralista de la evolución molecular, que postula que la mayoría de cambios evolutivos son el resultado de la fijación de mutaciones neutras, que no tienen ningún efecto inmediato sobre la aptitud de un organismo. Por tanto, en este modelo, la mayoría de los cambios genéticos en una población son el resultado de una presión de mutación constante y de deriva genética.

### Las consecuencias de la evolución

#### Adaptación

Huesos homólogos de extremidades de tetrápodos. Los huesos de los cuatro animales tienen la misma estructura básica, pero se han adaptado a usos específicos.

La adaptación es el proceso mediante el cual una población se adecua mejor a su hábitat y también el cambio en la estructura o en el funcionamiento de un organismo que lo hace más adecuado a su entorno. Este proceso se produce por selección natural durante muchas generaciones y es uno de los fenómenos básicos de la biología. 

La importancia de una adaptación sólo puede entenderse en relación con el total de la biología de la especie. Julian Huxley

Las especies tienden a adaptarse a diferentes nichos ecológicos para reducir al mínimo la competencia entre ellas. Esto se conoce como principio de exclusión competitiva en ecología: dos especies no pueden ocupar el mismo nicho en el mismo ambiente por un largo tiempo.
La adaptación no implica necesariamente cambios importantes en parte física de un cuerpo. Como ejemplo puede mencionarse a los trematodos ―parásitos internos con estructuras corporales muy simples, pero con un ciclo de vida muy complejo― en los que sus adaptaciones a un medio ambiente tan inusual no son el producto de caracteres observables a simple vista sino en aspectos críticos de su ciclo vital. En general, el concepto de adaptación incluye, además del proceso adaptativo mismo, todos los aspectos de los organismos, de las poblaciones o de las especies que son su resultado. Mediante la utilización del término «adaptación» para el proceso evolutivo y «rasgo o carácter adaptativo» para el producto del mismo, los dos sentidos del concepto se distinguen perfectamente. Según Theodosius Dobzhansky la «adaptación» es el proceso evolutivo por el cual un organismo se vuelve más capaz de vivir en su hábitat o hábitats, mientras que la «adaptabilidad» es el estado de estar adaptado, o sea, el grado en que un organismo es capaz de vivir y reproducirse en un determinado conjunto de hábitats. Finalmente, un «carácter adaptativo» es uno de los aspectos del desarrollo de un organismo que aumenta su probabilidad de sobrevivir y reproducirse.
La adaptación a veces implica la ganancia de una nueva característica; ejemplos notables son la evolución en laboratorio de las bacterias Escherichia coli para que puedan ser capaces de utilizar el ácido cítrico como un nutriente, cuando las bacterias de tipo silvestre no lo pueden hacer; la evolución de una nueva enzima en Flavobacterium que permite que estas bacterias puedan crecer en los subproductos de la fabricación del nailon; y la evolución de una vía metabólica completamente nueva en la bacteria del suelo Sphingobium que le permite degradar el pesticida sintético pentaclorofenol. En ocasiones, también puede darse la pérdida de una función ancestral. Un ejemplo que muestra los dos tipos de cambio es la adaptación de la bacteria Pseudomonas aeruginosa a la fluoroquinolona con cambios genéticos que modifican la molécula sobre la que actúa y por el aumento de la actividad de los transportadores que bombean el antibiótico fuera de la célula. Una idea todavía controvertida, es que algunas adaptaciones pueden aumentar la capacidad de los organismos para generar diversidad genética y para adaptarse por selección natural ―o sea, aumentarían la capacidad de evolución―.

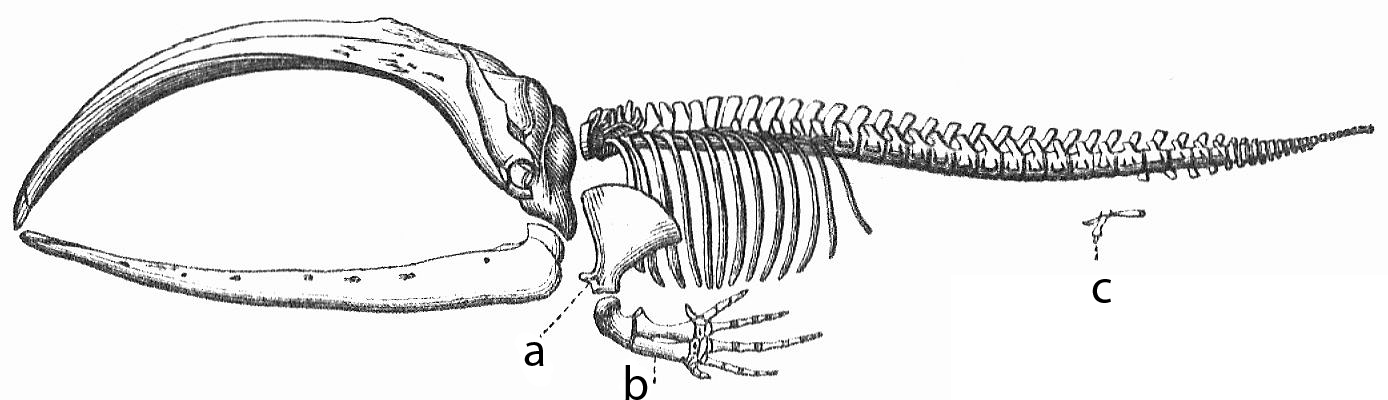
Un esqueleto de ballena, a y b huesos de la aleta, los cuales son adaptaciones de huesos de patas delanteras, mientras que c indica los huesos vestigiales de las patas traseras, lo que sugiere una adaptación desde el hábito terrestre al acuático.

Una consecuencia de la adaptación es la existencia de estructuras con organización interna similar y diferentes funciones en organismos relacionados. Este es el resultado de la modificación de una estructura ancestral para adaptarla a diferentes ambientes y nichos ecológicos. Los huesos de las alas de los murciélagos, por ejemplo, son muy similares a los de los pies del ratón y los de las manos de los primates, debido a que todas estas estructuras estaban presentes en un ancestro común de los mamíferos. Dado que todos los organismos vivos están relacionados en cierta medida, incluso las estructuras que presentan diferencias profundas, como los ojos de los artrópodos, del calamar y de los vertebrados, o las extremidades y las alas de artrópodos y vertebrados, dependen de un conjunto común de genes homólogos que controlan su desarrollo y funcionamiento, lo que se denomina homología profunda.
Durante la adaptación pueden aparecer estructuras vestigiales, carentes de funcionalidad en una especie; sin embargo, la misma estructura es funcional en la especie ancestral o en otras especies relacionadas. Los ejemplos incluyen los pseudogenes, los ojos de los peces cavernícolas ciegos, las alas en las especies de aves que no vuelan y los huesos de la cadera presentes en las ballenas y en las serpientes. En los seres humanos también existen ejemplos de estructuras vestigiales, como las muelas de juicio, el coxis, el apéndice vermiforme, y reacciones involuntarias como la piel de gallina y otros reflejos primitivos.
Algunos rasgos que parecen ser simples adaptaciones son, de hecho, exaptaciones: estructuras originalmente adaptadas para una función, pero que coincidentalmente se hicieron útiles para otro propósito. Un ejemplo es el lagarto africano Holaspis guentheri que desarrolló una cabeza y tronco muy aplastados para esconderse en las grietas, como puede observarse en otros lagartos del mismo género. Sin embargo, en esta especie, el cuerpo achatado le permite planear de árbol en árbol. Los pulmones de los peces pulmonados ancestrales son una exaptación de las vejigas natatorias de los peces teleósteos empleadas como regulador de la flotación.
Una rama de la biología evolutiva estudia el desarrollo de las adaptaciones y de las exaptaciones. Esta área de investigación aborda el origen y la evolución del desarrollo embrionario y cómo surgen nuevas características a partir de modificaciones del desarrollo. Estos estudios han demostrado, por ejemplo, que las mismas estructuras óseas de los embriones que forman parte de la mandíbula en algunos animales, en cambio forman parte del oído medio en los mamíferos. Cambios en los genes que controlan el desarrollo también pueden causar que reaparezcan estructuras perdidas durante la evolución, como por ejemplo, los dientes de embriones de pollos mutantes, similares a los de los cocodrilos. De hecho, cada vez es más claro que la mayoría de las alteraciones en la forma de los organismos se deben a cambios en un pequeño conjunto de genes conservados.

#### Coevolución
La interacción entre organismos puede producir conflicto o cooperación. Cuando interactúan dos especies diferentes, como un patógeno y un hospedador, o un depredador y su presa, la evolución de una de ellas causa adaptaciones en la otra; estos cambios en la segunda especie causan, a su vez, nuevas adaptaciones en la primera. Este ciclo de selección y respuesta recibe el nombre de coevolución. Un ejemplo es la producción de tetradotoxina por parte del tritón de Oregón y la evolución de la resistencia a esta toxina en su predador, la serpiente de jarretera. En esta pareja predador-presa, la carrera armamentista evolutiva (Hipótesis de la Reina Roja) ha tenido como resultado una elevada producción de toxina en el tritón, y un aumento correspondiente de resistencia a ella en la serpiente. Un ejemplo de coevolución que no involucra competencia (Hipótesis del Rey Rojo) son las interacciones simbióticas y mutualistas entre las micorrizas y las raíces de las plantas o las abejas y las plantas que polinizan. Otro ejemplo de entidad que coevoluciona con su huésped son los virus con las células. Las células suelen desarrollar defensas en su sistema inmune para evitar infecciones virales, sin embargo los virus deben mutar rápidamente para poder evitar dichas defensas celulares o el sistema inmune del huésped. Por tanto, los virus son las únicas entidades que evolucionan más rápidamente que cualquier otra para su existencia. Los virus son entidades que solamente pueden evolucionar y sobrevivir en las células. Según estudios recientes han venido coevolucionando con las células desde sus orígenes (protobionte) y por ello su origen es anterior al del último antepasado común universal. Los virus pudieron en surgir en esos protobiontes o antes, para luego servir como un medio de transferencia horizontal de genes (elemento genético móvil) y regular la población de determinados organismos celulares. De hecho nuevos tipos de virus también pudieron ir surgiendo durante diferentes etapas de la evolución, mediante diversos mecanismos moleculares como recombinaciones entre elementos genéticos móviles con otros virus. Incluso pueden saltar entre diversos organismos celulares y adquirir nuevos huéspedes.

#### Especiación
La especiación (o cladogénesis) es el proceso por el cual una especie diverge en dos o más especies descendientes. Los biólogos evolutivos ven las especies como fenómenos estadísticos y no como categorías o tipos. Este planteamiento es contrario al aún muy arraigado concepto clásico de especie como una clase de organismos ejemplificados por un «espécimen tipo» que posee todas las características comunes a dicha especie. En su lugar, una especie se concibe ahora como un linaje que comparte un único acervo genético y evoluciona independientemente. Según esta descripción, los límites entre especies son difusos, a pesar de que se utilizan propiedades tanto genéticas como morfológicas para ayudar a diferenciar entre linajes estrechamente relacionados. De hecho, la definición exacta del término «especie» está todavía en discusión, particularmente para organismos basados en células procariotas; es lo que se denomina «problema de las especies». Diversos autores han propuesto una serie de definiciones basadas en criterios diferentes, pero la aplicación de una u otra es finalmente una cuestión práctica, dependiendo en cada caso concreto de las particularidades del grupo de organismos en estudio. Actualmente, la unidad de análisis principal en biología es la población, un conjunto observable de individuos que interactúan, en lugar de la especie, un conjunto observable de individuos que se parecen entre sí.[cita requerida]

Esquema que ilustra los aspectos espaciales de diferentes modos de especiación. Especiación alopátrica: una barrera física divide a la población. Especiación peripátrica: una pequeña población fundadora conquista un nicho aislado. Especiación parapátrica: una parte de la población original conquista un nuevo nicho adyacente. Especiación simpátrica: la especiación ocurre sin que existan separaciones físicas.

La especiación ha sido observada en múltiples ocasiones tanto en condiciones de laboratorio controladas como en la naturaleza. En los organismos que se reproducen sexualmente, la especiación es el resultado de un aislamiento reproductivo seguido de una divergencia genealógica. Hay cuatro modalidades de especiación. La más habitual en los animales es la especiación alopátrica, que tiene lugar en poblaciones que quedan geográficamente aisladas, como en el caso de la fragmentación de hábitat o las migraciones. En estas condiciones, la selección puede causar cambios muy rápidos en la apariencia y el comportamiento de los organismos. Debido a los procesos de selección y deriva genética, la separación de poblaciones puede tener como resultado la aparición de descendientes que no se pueden reproducir entre ellos.
La segunda modalidad de especiación es la especiación peripátrica, que tiene lugar cuando poblaciones pequeñas quedan aisladas en un nuevo medio. Se diferencia de la especiación alopátrica en que las poblaciones aisladas son numéricamente mucho menores que la población madre. Esto causa una especiación rápida por medio de la aceleración de la deriva genética y la selección en un acervo génico pequeño, proceso conocido como el efecto fundador.
La tercera modalidad de especiación es la especiación parapátrica. Se parece a la especiación peripátrica en que una pequeña población coloniza un nuevo hábitat, pero se diferencia en que no hay ninguna separación física entre las dos poblaciones. En cambio, la especiación es el resultado de la evolución de mecanismos que reducen el flujo génico entre ambas poblaciones. Generalmente, esto ocurre cuando ha habido un cambio drástico en el medio dentro del hábitat de la especie madre. Un ejemplo es la hierba Anthoxanthum odoratum, que puede sufrir una especiación parapátrica en respuesta a contaminación metálica localizada proveniente de minas. En este caso, evolucionan plantas con una resistencia a niveles altos de metales en el suelo; el aislamiento reproductivo ocurre porque la selección favorece una época de floración distinta a la de las especie madre para las nuevas plantas, que no pueden perder entonces por hibridación los genes que les otorgan la resistencia. La selección en contra de los híbridos puede reforzarse por la diferenciación de los rasgos que promueven la reproducción entre miembros de la misma especie, así como por el aumento de las diferencias de apariencia en el área geográfica en la que la se solapan.
Finalmente, en la especiación simpátrica, las especies divergen sin que haya aislamiento geográfico o cambios en el hábitat. Esta modalidad es rara, pues incluso una pequeña cantidad de flujo génico puede eliminar las diferencias genéticas entre partes de una población. En general, en los animales, la especiación simpátrica requiere la evolución de diferencias genéticas y un apareamiento no aleatorio, para que se pueda desarrollar un aislamiento reproductivo.
Un tipo de especiación simpátrica es el cruce de dos especies relacionadas para producir una nueva especie híbrida. Esto no es habitual en los animales, porque los cromosomas homólogos de progenitores de especies diferentes no pueden aparearse con éxito durante la meiosis. Es más habitual en las plantas, que duplican a menudo su número de cromosomas para formar poliploides. Esto permite a los cromosomas de cada especie parental formar una pareja complementaria durante la meiosis, ya que los cromosomas de cada padre ya son representados por una pareja. Un ejemplo de este tipo de especiación tuvo lugar cuando las especies vegetales Arabidopsis thaliana y Arabidopsis arenosa se cruzaron para producir la nueva especie Arabidopsis suecica. Esto tuvo lugar hace aproximadamente 20 000 años, y el proceso de especiación ha sido reproducido en el laboratorio, lo que ha permitido estudiar los mecanismos genéticos implicados en este proceso. De hecho, la duplicación de cromosomas dentro de una especie puede ser una causa habitual de aislamiento reproductivo, pues la mitad de los cromosomas duplicados quedarán sin pareja cuando se aparean con los de organismos no duplicados.
Los episodios de especiación son importantes en la teoría del equilibrio puntuado, que explica la presencia en el registro fósil de rápidos momentos de especiación intercalados con periodos relativamente largos de estasis, durante los que las especies permanecen prácticamente sin modificar. En esta la teoría, la especiación está relacionada con la evolución rápida, y la selección natural y la deriva genética actúan de forma particularmente intensa sobre los organismos que sufren una especiación en hábitats nuevos o pequeñas poblaciones. Como resultado de ello, los períodos de estasis del registro fósil corresponden a la población madre, y los organismos que sufren especiación y evolución rápida se encuentran en poblaciones pequeñas o hábitats geográficamente restringidos, por lo que raramente quedan preservados en forma de fósiles.

#### Extinción
La extinción es la desaparición de una especie entera. No es un acontecimiento inusual, y, de hecho, la práctica totalidad de especies animales y vegetales que han vivido en la Tierra están actualmente extinguidas, por lo que parece que la extinción es el destino final de todas las especies. Las extinciones tienen lugar continuamente durante la historia de la vida, aunque el ritmo de extinción aumenta drásticamente en los ocasionales eventos de extinción. La extinción del Cretácico-Terciario, durante la cual se extinguieron los dinosaurios, es la más conocida, pero la anterior extinción Permo-Triásica fue aún más severa, causando la extinción de casi el 96 % de las especies. La extinción del Holoceno todavía dura y está asociada con la expansión de la humanidad por el globo terrestre en los últimos milenios. El ritmo de extinción actual es de 100 a 1000 veces mayor que el ritmo medio, y hasta un 30 % de las especies pueden desaparecer a mediados del siglo XXI. Las actividades humanas son actualmente la causa principal de la extinción; es posible que el calentamiento global la acelere aún más en el futuro.
Las causas de la extinción determinan su impacto en la evolución. Las mayoría de las extinciones, que tienen lugar continuamente, podrían ser el resultado de la competencia entre especies por recursos limitados (exclusión competitiva). Si la competencia entre especies altera la probabilidad de extinción, se podría considerar la selección de especies como un nivel de la selección natural. Las extinciones masivas intermitentes también son importantes, pero en lugar de actuar como fuerza selectiva, reducen drásticamente la diversidad de manera indiscriminada y promueven explosiones de rápida evolución y especiación en los supervivientes.

### Microevolución y macroevolución
Microevolución es un término usado para referirse a cambios en pequeña escala de las frecuencias génicas en una población durante el transcurso de varias generaciones. La adaptación de los insectos al uso de plaguicidas o la variación del color de piel de los humanos son ejemplos de microevolución. Estos cambios pueden deberse a varios procesos: mutación, flujo génico, deriva génica o selección natural. La genética de poblaciones es una rama de la biología evolutiva aplica métodos bioestadísticos al estudio de los procesos de la microevolución, como el color de la piel en la población mundial.[cita requerida]
Los cambios a mayor escala, desde la especiación hasta las grandes transformaciones evolutivas ocurridas en largos períodos, son comúnmente denominados macroevolución. La evolución de los anfibios a partir de un grupo de peces óseos es un ejemplo de macroevolución. Los biólogos no acostumbran hacer una separación absoluta entre macroevolución y microevolución, pues consideran que macroevolución es simplemente microevolución acumulada durante escalas de tiempo grandes. Una minoría de teóricos, sin embargo, considera que los mecanismos de la teoría sintética para la microevolución no bastan para hacer esa extrapolación y que se necesitan otros mecanismos. La teoría de los equilibrios puntuados, propuesta por Gould y Eldredge, intenta explicar ciertas tendencias macroevolutivas que se observan en el registro fósil.

### Filogenia
La filogenia es la relación de parentesco entre especies o taxones en general. Aunque el término también aparece en lingüística histórica para referirse a la clasificación de las lenguas humanas según su origen común, el término se utiliza principalmente en su sentido biológico. La filogenética es una disciplina de la biología evolutiva que se ocupa de comprender las relaciones históricas entre diferentes grupos de organismos a partir de la distribución en un árbol o cladograma dicotómico de los caracteres derivados (sinapomorfias) de un antecesor común a dos o más taxones que contiene aquellos caracteres plesiomórficos en común.[cita requerida]

#### Monofilia, parafilia y polifilia
Por ejemplo, se cree que las aves y los reptiles descienden de un único ancestro común, luego este grupo taxonómico (amarillo en el diagrama) es considerado monofilético. Los reptiles actuales como grupo también tienen un ancestro común a todos ellos, pero ese grupo (reptiles modernos) no incluye a todos los descendientes de tal ancestro porque se está dejando a las aves fuera (solo incluye los de color cian en el diagrama); por lo que un grupo así se dice[¿quién?] que es parafilético. Un grupo que incluyera a los vertebrados de sangre caliente contendría solo a los mamíferos y las aves (rojo/naranja en el diagrama) y sería polifilético, porque entre los miembros de este agrupamiento no está el más reciente ancestro común de ellos. Los animales de sangre caliente son todos descendientes de un ancestro de sangre fría. La condición endotérmica ("sangre caliente") ha aparecido dos veces, independientemente, en el ancestro de los mamíferos, por un lado, y en el de las aves (y quizá algunos o todos los dinosaurios), por otro.[cita requerida]

## Ampliación de la síntesis moderna
En las últimas décadas se ha hecho evidente que los patrones y los mecanismos evolutivos son mucho más variados que los que fueran postulados por los pioneros de la Biología evolutiva (Darwin, Wallace o Weismann) y los arquitectos de la teoría sintética (Dobzhansky, Mayr y Huxley, entre otros). Los nuevos conceptos e información en la biología molecular del desarrollo, la sistemática, la geología y el registro fósil de todos los grupos de organismos necesitan ser integrados en lo que se ha denominado «síntesis evolutiva ampliada». Los campos de estudio mencionados muestran que los fenómenos evolutivos no pueden ser comprendidos solamente a través de la extrapolación de los procesos observados a nivel de las poblaciones y especies modernas. En las próximas secciones se presentan los aspectos considerados como la ampliación de la síntesis moderna.

### Paleobiología y tasas de evolución
En el momento en que Darwin propuso su teoría de evolución, caracterizada por modificaciones pequeñas y sucesivas, el registro fósil disponible era todavía muy fragmentario y no se habían hallado fósiles previos al período Cámbrico. El dilema de Darwin, o sea, la inexistencia aparente de registros fósiles del Precámbrico, fue utilizado como el principal argumento en contra de su propuesta de que todos los organismos de la Tierra provienen de un antepasado común.
Además de la ausencia de fósiles antiguos, a Darwin también le preocupaba la carencia de formas intermedias o enlaces conectores en el registro fósil, lo cual desafiaba su visión gradualística de la especiación y de la evolución. De hecho en tiempos de Darwin, con la excepción de Archaeopteryx, que muestra una mezcla de características de ave y de reptil, virtualmente no se conocían otros ejemplos de formas intermedias o eslabones perdidos, como se los denominó coloquialmente.
Incluso en 1944, cuando se publicó el libro de Simpson Tempo and mode in evolution, no se conocían todavía fósiles del Precámbrico y solo se disponía de unos pocos ejemplos de formas intermedias en el registro fósil que enlazaran las formas antiguas con las modernas. Desde entonces los científicos han explorado el período Precámbrico con detalle y se sabe que la vida es mucho más antigua de lo que se creía en los tiempos de Darwin. También se sabe que esas antiguas formas de vida fueron los ancestros de todos los organismos aparecidos posteriormente en el planeta. Asimismo desde finales del siglo XX se han descubierto, descrito y analizado una gran cantidad de ejemplos representativos de formas fósiles intermedias que enlazan a los principales grupos de vertebrados e, incluso, fósiles de las primeras plantas con flor. Como resultado de estos y otros avances científicos, ha surgido una nueva disciplina de la Paleontología, denominada Paleobiología.
Un ejemplo de forma transicional entre los peces y los anfibios es el género extinto Panderichthys, que habitó la tierra hace unos 370 millones de años y es el enlace intermedio entre Eustenopteron (género de peces de 380 millones de años) y Acanthostega (anfibios de hace 363 millones de años). Entre los animales terrestres surgió el género Pederpes hace 350 millones de años, que conecta a los principales anfibios acuáticos del Devónico superior con los tetrápodos tempranos. Asimismo, la historia evolutiva de varios grupos de organismos extintos, tales como los dinosaurios, ha sido reconstruida con notable detalle. Un ejemplo de eslabón entre los sinápsidos no mamíferos y los mamíferos es el Thrinaxodon, un sinápsido con características de mamífero que habitó el planeta hace 230 millones de años. El Microraptor, un dromeosáurido con cuatro alas que podía planear y que vivió hace 126 millones de años, representa un estado intermedio entre los terópodos y las primitivas aves voladoras como Archaeopteryx. Una forma transicional entre los mamíferos terrestres y la vaca marina es Pezosiren, un sirénido cuadrúpedo primitivo con adaptaciones terrestres y acuáticas que vivió hace 50 millones de años. Los mamíferos terrestres con pezuñas y las ballenas se hallan conectados a través de los géneros extintos Ambulocetus y Rodhocetus que habitaron el planeta hace 48 a 47 millones de años. Para finalizar esta enumeración de ejemplos de formas transicionales, el ancestro común de los chimpancés y de los seres humanos es el género Sahelanthropus, un homínido con aspecto de mono que exhibía un mosaico de caracteres de chimpancé y de hominino y que habitó África hace 7 a 5 millones de años.
En su libro Variation and evolution in plants (1950), Stebbins también se lamentaba por la ausencia de un registro fósil que permitiera comprender el origen de las primeras plantas con flores, las angiospermas. De hecho, el propio Darwin caracterizó al origen de las angiospermas como un «abominable misterio». No obstante, este vacío de conocimiento está siendo rápidamente completado con los descubrimientos realizados desde fines del siglo XX y hasta la actualidad. En 1998 se descubrió en China, en los estratos provenientes del Jurásico Superior (de más de 125 millones de años de antigüedad), un fósil de un eje con frutos, que se ha denominado Archaefructus Este descubrimiento, que permite establecer la edad de las angiospermas más antiguas, hizo mundialmente famosa a la Formación Yixian, donde fue hallado este fósil. En la misma formación se encontraron el fósil de otra angiosperma, Sinocarpus, y, en 2007, una flor que presenta la organización típica de las angiospermas, con la presencia de tépalos, estambres y gineceo. Esta especie ha sido bautizada como Euanthus (del griego, «flor verdadera») por sus descubridores, y demuestra que en el Cretácico inferior ya existían flores como las de las angiospermas actuales.

### Causas ambientales de las extinciones masivas

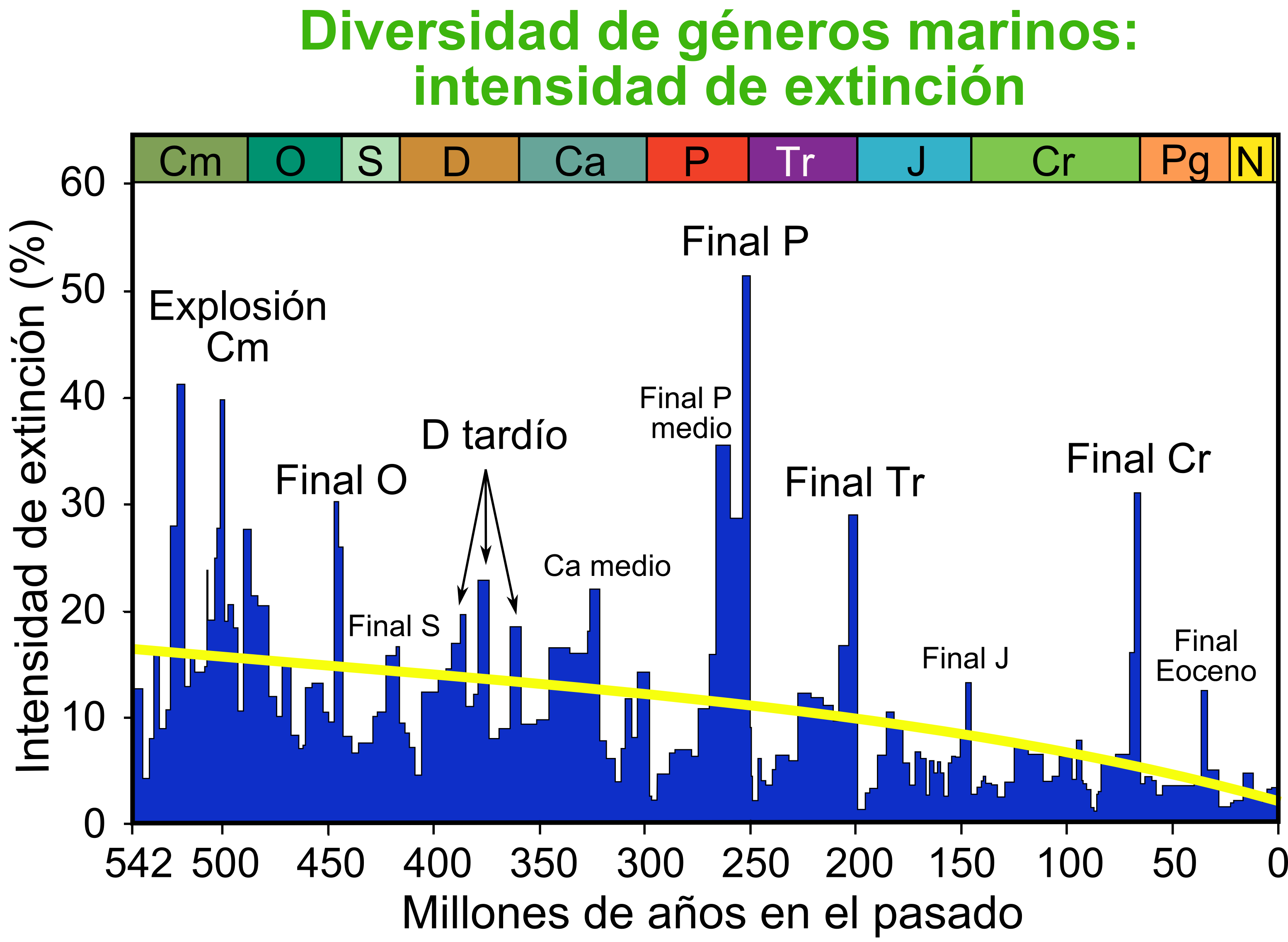
Las extinciones masivas han desempeñado un papel fundamental en el proceso evolutivo

Darwin no solo consideró el origen, sino también la disminución y la desaparición de las especies; propuso que la competencia interespecífica por recursos limitados era una causa importante de la extinción de poblaciones y especies: durante el tiempo evolutivo, las especies superiores surgirían para reemplazar a especies menos adaptadas. Esta perspectiva ha cambiado en los últimos años, con una mejor comprensión de las causas de las extinciones masivas, episodios de la historia de la Tierra, donde parecen no cumplirse las «reglas» de la selección natural.
Mayr planteó la nueva perspectiva en su libro Animal species and evolution, en el que señaló que la extinción debe considerarse como uno de los fenómenos evolutivos más conspicuos. Mayr discutió las causas de los eventos de extinción y especuló que la aparición de nuevas enfermedades, la invasión de un ecosistema por otras especies o los cambios en el ambiente biótico pueden ser los responsables: 

«Las causas reales de la extinción de cualquier especie de fósil presumiblemente siempre seguirán siendo inciertas... Es cierto, sin embargo, que cualquier evento grave de extinción está siempre correlacionado con un trastorno ambiental importante» (Mayr, 1963).

Esta hipótesis, no sustentada por hechos probados cuando fue propuesta, ha adquirido desde entonces un considerable apoyo. El término «extinción masiva», mencionado por Mayr sin una definición asociada, se utiliza cuando una gran cantidad de especies se extinguen en un plazo geológicamente breve; los eventos pueden estar relacionados con una causa única o con una combinación de causas, y las especies extintas son plantas y animales de todo tamaño, tanto marinos como terrestres. Al menos han ocurrido cinco extinciones masivas: la extinción masiva del Cámbrico-Ordovícico, las extinciones masivas del Ordovícico-Silúrico, la extinción masiva del Devónico, la extinción masiva del Pérmico-Triásico y la extinción masiva del Cretácico-Terciario.
La extinción biológica que se produjo en el Pérmico-Triásico hace unos 250 millones de años representa el más grave evento de extinción en los últimos 550 millones de años. Se estima que en este evento se extinguieron alrededor del 70 % de las familias de vertebrados terrestres, muchas gimnospermas leñosas y más del 90 % de las especies oceánicas. Se han propuesto varias causas para explicar este evento, como el vulcanismo, el impacto de un asteroide o un cometa, la anoxia oceánica y el cambio ambiental. No obstante, es aparente en la actualidad que las gigantescas erupciones volcánicas, que tuvieron lugar durante un intervalo de tiempo de solo unos pocos cientos de miles de años, fueron la causa principal de la catástrofe de la biosfera durante el Pérmico tardío. El límite Cretácico-Terciario registra el segundo mayor evento de extinción masivo. Esta catástrofe mundial acabó con el 70 % de todas las especies, entre las cuales los dinosaurios son el ejemplo más popularmente conocido. Los pequeños mamíferos sobrevivieron para heredar los nichos ecológicos vacantes, lo que permitió el ascenso y la radiación adaptativa de los linajes que en última instancia se convertirían en Homo sapiens y otras especies actuales. Los paleontólogos han propuesto numerosas hipótesis para explicar este evento; las más aceptadas en la actualidad son las del impacto de un asteroide y la de fenómenos de vulcanismo.
En resumen, la hipótesis de los trastornos ambientales como causas de las extinciones masivas ha sido confirmada, lo cual indica que si bien gran parte de historia de la evolución puede ser gradual, de vez en cuando ciertos acontecimientos catastróficos han marcado su ritmo de fondo. Es evidente que los pocos «afortunados sobrevivientes» determinan los subsecuentes patrones de evolución en la historia de la vida.

### Selección sexual y altruismo

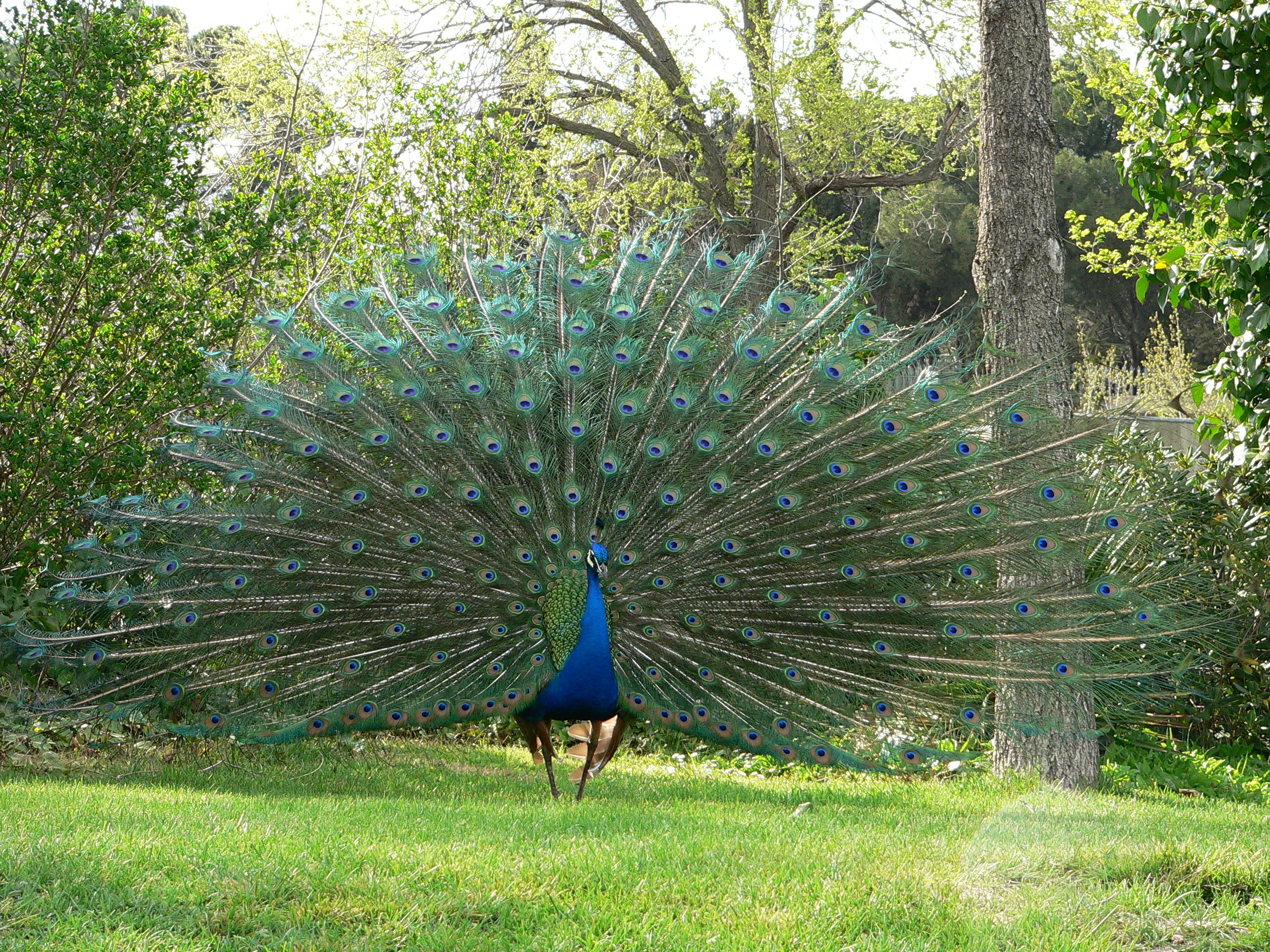
Pavo real macho con todo su plumaje desplegado

Determinadas características en una especie son sexualmente atractivas aunque carezcan de otro significado adaptativo. Por ejemplo, la atracción de las hembras de algunas especies de aves por los machos más capaces de hinchar los cuellos, ha traído como resultado —en el transcurso de las generaciones― la selección de machos que pueden hinchar los cuellos hasta un nivel extraordinario. Darwin concluyó que si bien la selección natural guía el curso de la evolución, la selección sexual influye su curso aunque no parezca existir ninguna razón evidente para ello. Los argumentos de Darwin a favor de la selección sexual aparecen en el capítulo cuarto de El origen de las especies y, muy especialmente, en The Descent of Man, and Selection in Relation to Sex de 1871. En ambos casos, se esgrime la analogía con el mundo artificial:

[La selección sexual] no depende de una lucha por la existencia sino de una lucha entre los machos por la posesión de las hembras; el resultado no es la muerte del competidor que no ha tenido éxito, sino el tener poca o ninguna descendencia. La selección sexual es, por lo tanto, menos rigurosa que la selección natural. Generalmente, los machos más vigorosos, aquellos que están mejor adaptados a los lugares que ocupan en la naturaleza, dejarán mayor progenie. Pero en muchos casos la victoria no dependerá del vigor sino de las armas especiales exclusivas del sexo masculino[...] Entre las aves, la pugna es habitualmente de carácter más pacífico. Todos los que se han ocupado del asunto creen que existe una profunda rivalidad entre los machos de muchas especies para atraer por medio del canto a las hembras. El tordo rupestre de Guayana, las aves del paraíso y algunas otras se congregan, y los machos, sucesivamente, despliegan sus magníficos plumajes y realizan extraños movimientos ante las hembras que, colocadas como espectadoras, eligen finalmente el compañero más atractivo.
Darwin 1859:136-137

En su libro The Descent of Man describió numerosos ejemplos, tales como la cola del pavo real y de la melena del león. Darwin argumentó que la competencia entre los machos es el resultado de la selección de los rasgos que incrementan el éxito del apareamiento de los machos competidores, rasgos que podrían, sin embargo, disminuir las posibilidades de supervivencia del individuo. De hecho, los colores brillantes hacen a los animales más visibles a los depredadores, el plumaje largo de los machos de pavo real y de las aves del paraíso, o la enorme cornamenta de los ciervos son cargas incómodas en el mejor de casos. Darwin sabía que no era esperable que la selección natural favoreciera la evolución de tales rasgos claramente desventajosos, y propuso que los mismos surgieron por selección sexual, 

la cual depende no de una lucha por la existencia en relación con otros seres orgánicos o condiciones externas, sino de una lucha entre los individuos de un sexo, generalmente los machos, por la posesión del otro sexo. Darwin, 1871.

Para Darwin, la selección sexual incluía fundamentalmente dos fenómenos: la preferencia de las hembras por ciertos machos ―selección intersexual, femenina, o epigámica― y, en las especies polígamas, las batallas de los machos por el harén más grande ―selección intrasexual―. En este último caso, el tamaño corporal grande y la musculatura proporcionan ventajas en el combate, mientras que en el primero, son otros rasgos masculinos, como el plumaje colorido y el complejo comportamiento de cortejo los que se seleccionan a favor para aumentar la atención de las hembras. Las ideas de Darwin en este sentido no fueron ampliamente aceptadas y los defensores de la teoría sintética (Dobzhansky, Mayr y Huxley) en gran medida ignoraron el concepto de selección sexual.[cita requerida]
El estudio de la selección sexual solo cobró impulso en la era postsíntesis. Se ha argumentado que, según propuso Wallace, los machos con plumaje brillante demuestran de ese modo su buena salud y su alta calidad como parejas sexuales. De acuerdo con esta hipótesis de la «selección sexual de los buenos genes», la elección de pareja masculina por parte de las hembras ofrece una ventaja evolutiva. Esta perspectiva ha recibido apoyo empírico en las últimas décadas. Por ejemplo, se ha hallado una asociación, aunque pequeña, entre la supervivencia de la descendencia y los caracteres sexuales secundarios masculinos en un gran número de taxones, tales como aves, anfibios, peces e insectos). Además, las investigaciones con mirlos han proporcionado la primera evidencia empírica de que existe una correlación entre un carácter sexual secundario y un rasgo que incrementa la supervivencia ya que los machos con los más brillantes colores presentan un sistema inmune más fuerte. Así, la selección femenina podría promover la salud general de las poblaciones en esta especie. Estos y otros datos son coherentes con el concepto de que la elección de la hembra influye en los rasgos de los machos e, incluso, que puede ser beneficiosa para la especie en formas que no tienen ninguna relación directa con el éxito del apareamiento.
Una de las primeras referencias a la cooperación animal proviene de Charles Darwin, quien la señaló como un problema potencial para su teoría de la selección natural. Desde la publicación del Origen de las especies, otros autores han argumentado que el comportamiento altruista —los actos abnegados realizados en beneficio de los demás— es incompatible con el principio de la selección natural, a pesar de que los ejemplos de comportamiento altruista, como el cuidado de las crías por los padres y el mutualismo, se dan en todo el reino animal, desde los invertebrados hasta los mamíferos.

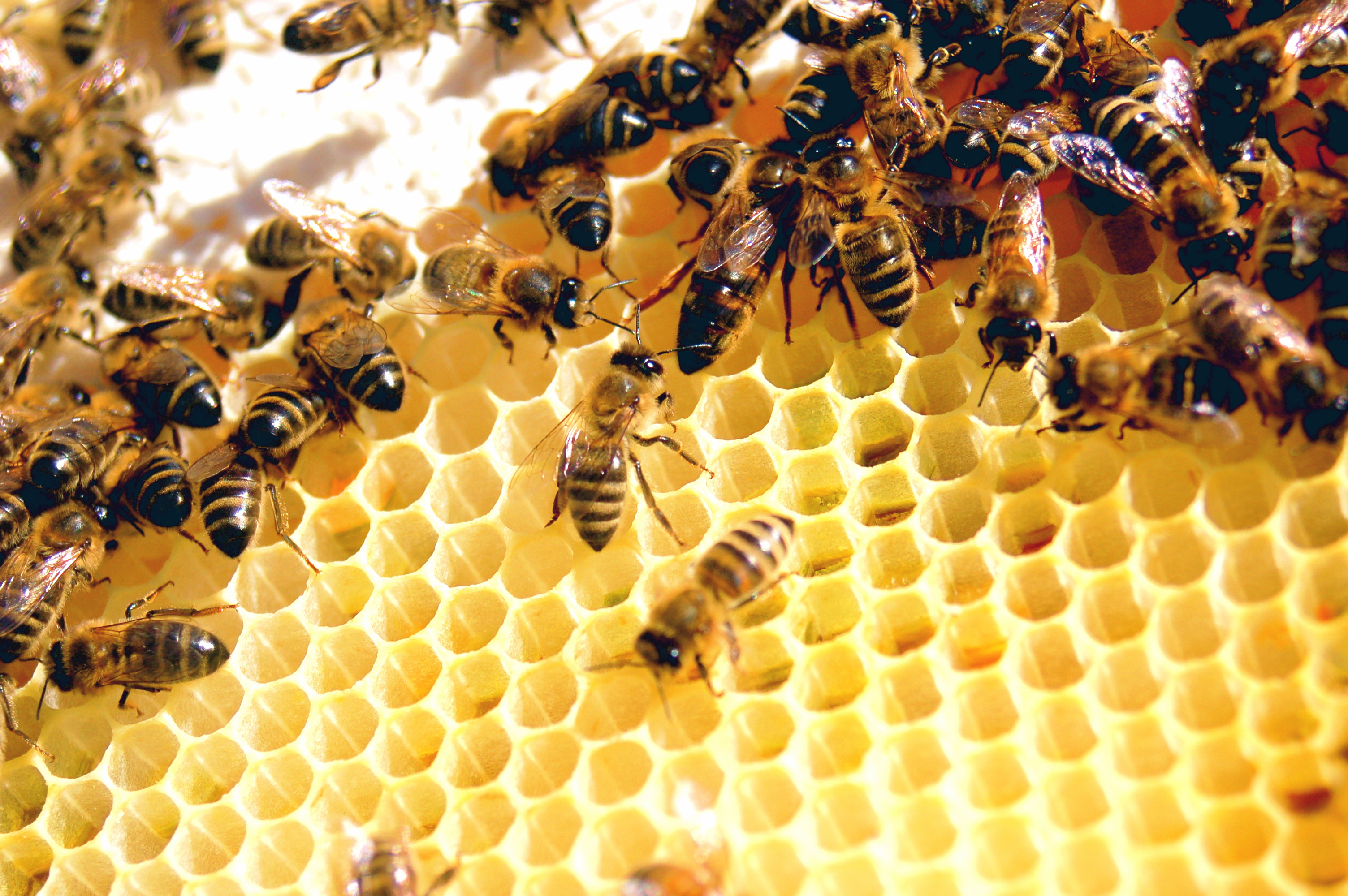
Insectos eusociales

Durante la mayor parte del siglo XIX, intelectuales como Thomas Henry Huxley y Peter Kropotkin debatieron fervientemente sobre si los animales cooperan y muestran comportamientos altruistas. En 1902, Kropotkin ofreció una visión alternativa de la supervivencia humana y animal en su libro El apoyo mutuo, donde declaró que la asociación ofrece las mejores perspectivas de desarrollo para las especies. Kropotkin acuñó el término evolución progresiva para describir cómo la ayuda mutua se convirtió en la condición sine qua non de toda la vida social, animal y humana.
Una de las formas más notorias de altruismo se da en ciertos insectos eusociales, como las hormigas, abejas y avispas, que tienen una clase de trabajadoras estériles. La respuesta a la cuestión general de la evolución del altruismo, de la sociabilidad de ciertos insectos o de la existencia de abejas u hormigas obreras que no dejan descendientes proviene de la teoría de la aptitud inclusiva, también llamada teoría de selección familiar. De acuerdo con el principio de Darwin/Wallace la selección natural actúa sobre las diferencias en el éxito reproductivo (ER) de cada individuo, donde ER es el número de descendientes vivos producidos por ese individuo durante toda la vida. Hamilton (1972) amplió esta idea e incluyó los efectos de ER de los familiares del individuo: la aptitud inclusiva es el ER de cada individuo, más el ER de sus familiares, cada uno devaluado por el correspondiente grado de parentesco. Numerosos estudios en una gran variedad de especies animales han demostrado que el altruismo no está en conflicto con la teoría evolutiva. Por esta razón, es necesario realizar una modificación y ampliación de la visión tradicional de que la selección opera sobre un solo organismo aislado en una población: el individuo aislado ya no parece tener una importancia central desde el punto de vista evolutivo, sino como parte de una compleja red familiar.

### Macroevolución, monstruos prometedores y equilibrio puntuado
Cuando se define macroevolución como el proceso responsable del surgimiento de los taxones de rango superior, se está utilizando un lenguaje metafórico. En sentido estricto, solo «surgen» nuevas especies, ya que la especie es el único taxón que posee estatus ontológico. La macroevolución da cuenta de la emergencia de discontinuidades morfológicas importantes entre grupos de especies, razón por la cual se las clasifica como grupos marcadamente diferenciados, es decir, pertenecientes a unidades taxonómicas distintas y de alto rango. Es en los mecanismos que explican el surgimiento de estas discontinuidades que las diferentes concepciones y aproximaciones disciplinarias se contraponen.[cita requerida]

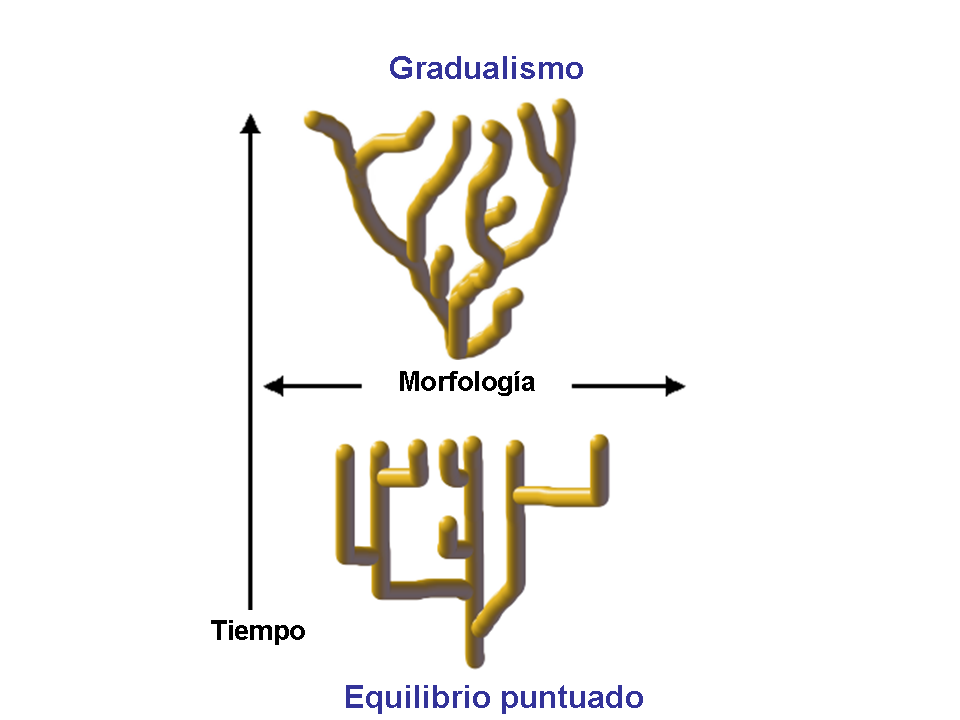
Representación gráfica de las diferencias conceptuales entre el gradualismo y el equilibrio puntuado con relación a la divergencia morfológica a través del tiempo.

El gradualismo es el modelo macroevolucionista ortodoxo. Explica la macroevolución como el producto de un cambio lento, de la acumulación de muchos pequeños cambios en el transcurso del tiempo. Este cambio gradual debería reflejarse en el registro fósil con la aparición de numerosas formas de transición entre los grupos de organismos. Sin embargo, el registro no es abundante en formas intermedias. Los gradualistas atribuyen esta discrepancia entre su modelo y las pruebas halladas a la imperfección del propio registro geológico —según Darwin, el registro geológico es una narración de la que se han perdido algunos volúmenes y muchas páginas—. El modelo del equilibrio puntuado, propuesto en 1972 por N. Eldredge y S. J. Gould, sostiene en cambio que el registro fósil es un fiel reflejo de lo que en realidad ocurrió. Las especies aparecen repentinamente en los estratos geológicos, se las encuentra en ellos por 5 a 10 millones de años sin grandes cambios morfológicos y luego desaparecen abruptamente del registro, sustituidas por otra especie emparentada, pero distinta. Eldredge y Gould utilizan los términos estasis e interrupción, respectivamente, para designar estos períodos. Según su modelo, las interrupciones abruptas en el registro fósil de una especie reflejarían el momento en que esta fue reemplazada por una pequeña población periférica ―en la cual el ritmo de evolución habría sido más rápido― que compitió con la especie originaria y terminó por sustituirla. De acuerdo con este patrón, la selección natural no solo opera dentro de la población, sino también entre especies, y los cambios cualitativamente importantes en los organismos ocurrirían en períodos geológicos relativamente breves separados por largos períodos de equilibrio.[cita requerida]
En biología evolutiva, un monstruo prometedor es un organismo con un fenotipo profundamente mutante que tiene el potencial para establecer un nuevo linaje evolutivo. El término se utiliza para describir un evento de especiación saltacional que puede ser el origen de nuevos grupos de organismos. La frase fue acuñada por el genetista alemán Richard Goldschmidt, quien pensaba que los cambios pequeños y graduales que dan lugar a la microevolución no pueden explicar la macroevolución. La relevancia evolutiva de los monstruos prometedores ha sido rechazada o puesta en duda por muchos científicos que defienden la Teoría sintética de evolución biológica.
En su obra The material basis of evolution (La base material de la evolución), Goldschmidt escribió que «el cambio desde una especie a otra no es un cambio que no implica más y más cambios atomísticos, sino una modificación completa del patrón principal o del sistema de reacción principal en uno nuevo, el que, más tarde puede nuevamente producir variación intraespecífica por medio de micromutaciones».
La tesis de Goldschmidt fue universalmente rechazada y ampliamente ridiculizada dentro la comunidad científica, que favorecía las explicaciones neodarwinianas de R. A. Fisher, J. B. S. Haldane y Sewall Wright.
No obstante, varias líneas de evidencia sugieren que los monstruos prometedores juegan un papel significativo durante el origen de innovaciones clave y de planes corporales noveles por evolución saltacional, más que por evolución gradual. Stephen Jay Gould expuso en 1977 que los genes o secuencias reguladoras ofrecían cierto apoyo a los postulados de Goldschmidt. De hecho, arguyó que los ejemplos de evolución rápida no minan el darwinismo ―como Goldschmidt suponía―, pero tampoco merecen un descrédito inmediato, como muchos neodarwinistas pensaban. Gould insistió en que la creencia de Charles Darwin en el gradualismo no fue jamás un componente esencial de su teoría de evolución por selección natural. Thomas Henry Huxley también advirtió a Darwin que había sobrecargado su trabajo con una innecesaria dificultad al adoptar sin reservas el principio Natura non facit saltum. Huxley temía que ese supuesto podría desalentar a aquellos naturalistas que creían que los cataclismos y los grandes saltos evolutivos jugaban un papel significativo en la historia de la vida. En este sentido, Gould escribió:

Como un darwinista, deseo defender el postulado de Goldschmidt de que la macroevolución no es simplemente la microevolución extrapolada y que las grandes transiciones estructurales pueden ocurrir rápidamente sin una serie suave de estados intermedios... En su libro de 1940, Goldschmidt específicamente invoca los genes para el desarrollo como potenciales fabricantes de monstruos prometedores.

### La síntesis de la biología del desarrollo y la teoría de la evolución

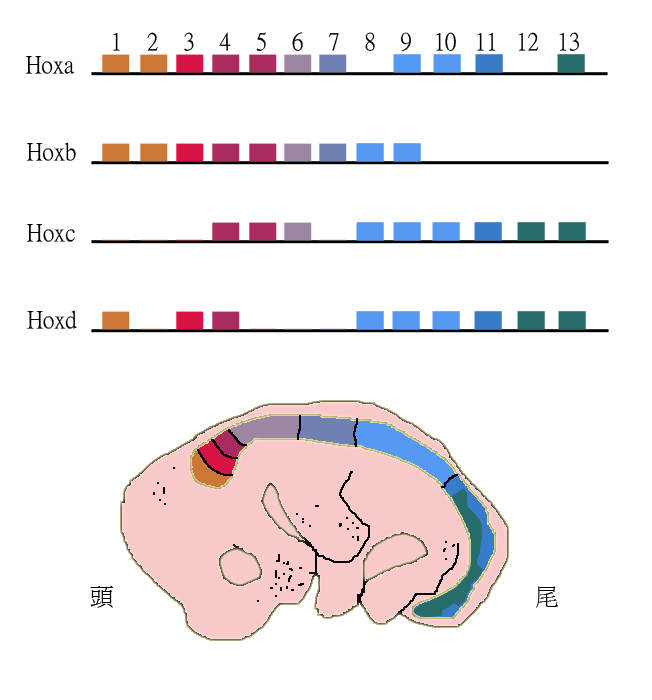
Genes HOX en ratones

Aunque Darwin discutió en detalle la biología del desarrollo —antes llamada embriología—, esta rama de la biología no contribuyó a la síntesis evolutiva. Ernst Mayr, en su ensayo What was the evolutionary synthesis? («Qué fue la síntesis evolutiva?»), explicó que varios de los embriólogos del período en que surgió la síntesis moderna tenían una postura contraria a la teoría evolutiva: 

«Los representantes de algunas disciplinas biológicas, por ejemplo, de la biología del desarrollo, ofrecieron una fuerte resistencia a la síntesis. No se les dejó fuera de la síntesis, como algunos de ellos ahora reclaman, simplemente no querían unirse».

 En las dos últimas décadas, sin embargo, la biología del desarrollo y la biología evolutiva se han unido para formar una nueva rama de la investigación biológica llamada Biología evolutiva del desarrollo o, coloquialmente, «Evo-devo», que explora cómo han evolucionado los procesos del desarrollo y cómo ha surgido la organización de las diversas partes del cuerpo de los organismos antiguos y actuales.
El principal descubrimiento responsable de la integración de la biología del desarrollo con la teoría de la evolución fue el de un grupo de genes reguladores, la familia de genes homeóticos (genes HOX). Estos genes codifican proteínas de unión al ADN (factores de transcripción) que influyen profundamente en el desarrollo embrionario. Por ejemplo, la supresión de las extremidades abdominales de los insectos está determinada por los cambios funcionales en una proteína llamada Ultrabithorax, que es codificada por un gen Hox. La familia de genes Hox existe en los artrópodos (insectos, crustáceos, quelicerados, miriápodos), cordados (peces, anfibios, reptiles, aves, mamíferos), y hay análogos entre las especies de plantas y hongos.
Los genes HOX influyen en la morfogénesis de los embriones de los vertebrados al expresarse en diferentes regiones a lo largo del eje anteroposterior del cuerpo. Esta familia de genes es homóloga tanto funcional como estructuralmente al complejo homeótico (HOM-C) de Drosophila melanogaster. Sobre la base de la comparación de genes de varios taxones, se ha logrado reconstruir la evolución de los grupos de genes HOX en vertebrados. Los 39 genes que comprenden la familia de genes HOX en humanos y ratones, por ejemplo, están organizados en cuatro complejos genómicos localizados en diferentes cromosomas, HOXA en el brazo corto del cromosoma 7, HOXB en el 17, HOXC en el 12 y HOXD en el 2, y cada uno de ellos comprende de 9 a 11 genes acomodados en una secuencia homóloga a la del genoma de D. melanogaster.
Aunque el ancestro común del ratón y del humano vivió hace alrededor de 75 millones de años, la distribución y arquitectura de sus genes HOX son idénticas. Por lo tanto, la familia de genes HOX es muy antigua y aparentemente muy conservada, lo que tiene profundas implicaciones para la evolución de los patrones y procesos de desarrollo.

### Microbiología y transferencia horizontal de genes
Las primeras teorías evolucionistas prácticamente ignoraron la microbiología, debido a la escasez de rasgos morfológicos y la falta de un concepto de especie particularmente entre los procariotas. Los recientes avances en el estudio de la genómica microbiana han contribuido a comprender mejor la fisiología y ecología de estos organismos y a facilitar la investigación de su la taxonomía y evolución.
Estos estudios han revelado niveles de diversidad totalmente inesperados entre los microbios.
Particularmente importante fue el descubrimiento en 1959 en Japón de la transferencia horizontal de genes. El intercambio de material genético entre diferentes especies de bacterias ha desempeñado un papel señalado en la propagación de la resistencia a los antibióticos, y, al albor de un mejor conocimiento de los genomas, ha surgido la teoría de que la importancia de la transferencia horizontal de material genético en la evolución no se limita a los microorganismos, sino que alcanza a todos los seres vivos. La transferencia horizontal de genes en los seres vivos se da principalmente a través de unos vehículos denominados elementos genéticos móviles o elementos genéticos egoístas como los plásmidos, los transposones y los virus. Los virus pueden incorporar material genético de un huésped y llevarlo a otro. Por otra parte, los plásmidos moléculas de ADN circular que portan genes, se pueden intercambiar entre bacterias, arqueas y levaduras que estén cerca, los transposones secuencias de ADN con unos pocos genes, se pueden trasferir horizontalmente entre organismos que vivan en simbiosis. Principalmente se transfieren los genes operativos (los implicados en la limpieza), mientras que los genes informativos (los implicados en la transcripción, traducción y procesos relacionados) rara vez se transfieren horizontalmente. Según algunas estimaciones alrededor de 145 genes del genoma humano se adquirieron por transferencia horizontal de otros organismos. Los altos niveles de transferencia horizontal de genes han llevado a cuestionar el árbol genealógico de los organismos: en efecto, como parte de la teoría endosimbiótica del origen de los orgánulos, la transferencia horizontal de genes fue un paso crítico en la evolución de eucariotas como los hongos, las plantas y los animales.

### Endosimbiosis y el origen de las células eucariotas
La evolución de los primeros eucariontes desde los procariotas ha recibido una considerable atención por parte de los científicos. Este acontecimiento clave en la historia de la vida se produjo entre hace 2500 a comienzos del Paleoproterozoico. Existen dos hipótesis no excluyentes mutuamente para explicar el origen de los eucariotas: la endosimbiosis y la autogénesis. La hipótesis o teoría de la endosimbiosis postula que la evolución de las primeras células eucariotas es el resultado de la incorporación permanente en una célula hospedadora arqueana de lo que fueron células procariotas fisiológicamente diferentes y autónomas. De acuerdo con este concepto, las mitocondrias han evolucionado a partir de una antigua alfaproteobacteria aerobia, mientras que los cloroplastos provienen de células procariotas del tipo de las cianobacterias. También es probable que un virus gigante similar a los poxvirus originara el núcleo. Estos procesos simbiogenéticos se habrían iniciado con el contacto de la célula huésped con una bacteria, en una relación que podría ser al principio parasitaria para devenir mutualista con el paso del tiempo al obtener el hospedador ventajas provenientes de características y especialidades del hospedado. De no llegar a este punto, la selección natural penalizaría esta relación, y el número de estos individuos disminuirían en el conjunto de la población; por el contrario, una relación fructífera se vería favorecida por la selección natural y los individuos simbióticos proliferarían, portando parte o el conjunto de los dos genomas originales. Esta hipótesis es la que ha contado con mayor aceptación y ha sido respaldada por los análisis de filogenética molecular, en el que se sugiere que los eucariotas forman un subgrupo dentro de las arqueas.
En contraste, la hipótesis autogénica sostiene que las mitocondrias y los cloroplastos ―así como otros orgánulos eucariotas tales como el retículo endoplasmático― se desarrollaron como consecuencia de las presiones de selección para la especialización fisiológica dentro de una antigua célula procariota. Según esta hipótesis, la membrana de la célula hospedadora se habría invaginado para encapsular porciones fisiológicamente diferentes de la célula ancestral. Con el transcurso del tiempo, estas regiones unidas a la membrana se convirtieron en estructuras cada vez más especializadas hasta conformar los diferentes orgánulos que actualmente definen la célula eucariota. No obstante, varias observaciones sobre la estructura de la membrana, el tipo de reproducción, la secuencia de ADN y la susceptibilidad a los antibióticos de los cloroplastos y de las mitocondrias tienden a sustentar la hipótesis simbiogenética.

### Origen de la reproducción sexual
Según la hipótesis fagotrófica, la pérdida de la pared celular que permitió la fagocitosis también podría haber permitido la reproducción sexual muy tempranamente en la historia de la evolución biológica, ya que no se tienen registros de que haya existido eucariontes primitivos asexuales. El citoesqueleto, los motores moleculares y el sistema de endomembranas también facilitan la reproducción sexual. Es así como la reproducción sexual evolucionó hasta el proceso que es hoy, esto es, meiosis seguida de fertilización; y se producen gametos (el producto de la meiosis) en las eucariontes más primitivos que existen en la actualidad, los protistas.
Entre los protistas, la fusión de células esta relativamente extendida; y la mayoría tienen también fusión nuclear y meiosis, mientras que otros, denominados agámicos, no las tienen, por ejemplo, el alga cercozoo Chlorarachnion y la haptofita Reticulosphaera. A partir de ello se ha postulado que la fusión de células podría haberse desarrollado sin que el objetivo original fuese la reproducción sexual. Por ejemplo, los plasmodios, grandes células multinucledas que se producen entre los mohos mucilaginosos, tienen como objetivo la búsqueda del alimento. Una fusión nuclear accidental o un fallo en la mitosis harían un núcleo poliploide; por ello se cree que la meiosis podría haberse desarrollado como un mecanismo para reparar estos errores; ya que los organismos necesitan replicar su material genético de manera eficiente y fiable. De esta forma, podría haber habido originalmente una fase intermedia con fusión de células y meiosis pero sin fusión nuclear. Es así, como la necesidad de reparar los daños genéticos es una de las teorías principales que explican el origen de la reproducción sexual. Igualmente los individuos diploides pueden reparar una sección mutada de su ADN mediante la recombinación genética, ya que hay dos copias del gen en la célula, y se supone que una de ellas permanece sin daños. Por otro lado, una mutación en un individuo haploide tiene más probabilidad de persistir, ya que la maquinaria de reparación del ADN no tiene manera de saber cuál era la secuencia original sin daños. La forma más primitiva de sexo podría haber sido un organismo con ADN dañado replicando una hebra sin dañar de un organismo similar para repararse a sí mismo.
Otra teoría es que la reproducción sexual se originó a partir de elementos genéticos móviles parasitarios que intercambian material genético (esto es: copias de su propio genoma) para transmitirse y propagarse, como transposones, plásmidos o virus. En algunos organismos, se ha demostrado que la reproducción sexual mejora la difusión de los elementos genéticos parasitarios (por ejemplo en las levaduras o los hongos filamentosos). La conjugación bacteriana, una forma de intercambio genético que algunas fuentes describen como sexo, no es una forma de reproducción. Sin embargo, respalda la teoría del elemento genético móvil, ya que se propaga mediante uno de esos "genes móviles", el plásmido F. Por otra parte se ha planteado que el ciclo celular moderno, por el cual la mitosis, la meiosis y el sexo ocurren en todos los eucariotas, evolucionó debido al equilibrio alcanzado por los virus, que característicamente siguen un patrón de compensación entre infectar a tantos huéspedes como sea posible y matar a un huésped individual a través de la proliferación viral. Hipotéticamente, los ciclos de replicación viral se pueden reflejar con los de los plásmidos o los transposones.
Una tercera teoría menos aceptada, dice que el sexo podría haber evolucionado como una forma de canibalismo. Un organismo primitivo se comió a otro pero, en lugar de digerirlo completamente, parte del ADN del organismo 'comido' se habría incorporado al organismo 'comedor'.

### Variaciones en la expresión de los genes involucrados en la herencia
Hallazgos recientes han confirmado importantes ejemplos de cambios hereditarios que no pueden explicarse por cambios en la secuencia de nucleótidos en el ADN. Estos fenómenos se clasifican como sistemas de herencia epigenética. La metilación del ADN que marca la cromatina, los bucles metabólicos autosostenidos, el silenciamiento génico por ARN de interferencia y la conformación tridimensional de proteínas (como los priones) son áreas en las que se han descubierto sistemas de herencia epigenética a nivel del organismo. Los biólogos del desarrollo sugieren que las interacciones complejas en las redes genéticas y la comunicación entre las células pueden conducir a variaciones hereditarias que pueden ser la base de algunos de los mecanismos de la plasticidad fenotípica y la canalización del desarrollo. La heredabilidad también puede ocurrir a escalas aún mayores. Por ejemplo, la herencia ecológica o extragenética a través del proceso de construcción de nichos se define por las actividades regulares y repetidas de los organismos en su entorno. Esto genera un legado de efectos que modifican y retroalimentan el régimen de selección de generaciones posteriores. Los descendientes heredan genes más las características ambientales generadas por las acciones ecológicas de los antepasados. Otros ejemplos de heredabilidad en la evolución que no están bajo el control directo de los genes incluyen la herencia de rasgos culturales y simbiogénesis.

## Otras teorías de la evolución y críticas científicas de la teoría sintética
Richard Dawkins, en su obra El gen egoísta de 1976, hizo la siguiente afirmación:

Hoy la teoría de la evolución está tan sujeta a la duda como la teoría de que la Tierra gira alrededor del Sol.

Aunque la evolución biológica es aceptada como un hecho desde el siglo XVIII, su explicación científica ha suscitado muchos debates. La teoría denominada síntesis evolutiva moderna (o simplemente teoría sintética), es el modelo actualmente aceptado por la comunidad científica para describir los fenómenos evolutivos; y aunque no existe hoy una sólida teoría alternativa desarrollada, científicos como Motō Kimura o Niles Eldredge y Stephen Jay Gould han reclamado la necesidad de realizar una reforma, ampliación o sustitución de la teoría sintética, con nuevos modelos capaces de integrar por ejemplo la biología del desarrollo o incorporar dentro de la teoría actual una serie de descubrimientos biológicos cuyo papel evolutivo se está debatiendo; tales como ciertos mecanismos hereditarios epigenéticos, la transferencia horizontal de genes, o propuestas como la existencia de múltiples niveles jerárquicos de selección o la plausibilidad de los fenómenos de asimilación genómica para explicar procesos macroevolutivos.
Los aspectos más criticados y debatidos de la teoría de la síntesis evolutiva moderna son:
el gradualismo, que ha obtenido como respuesta el modelo del equilibrio puntuado de Eldredge y Gould;
la preponderancia de la selección natural frente a los procesos puramente estocásticos;
la falta de una explicación satisfactoria al comportamiento altruista y
el reduccionismo geneticista que contradiría las características holísticas y las propiedades emergentes inherentes a cualquier sistema biológico complejo.
A pesar de lo indicado, sin embargo, hay que considerar que el actual consenso científico es que la teoría misma (en sus fundamentos) no ha sido rebatida en el campo de la biología evolutiva, siendo solo perfeccionada; y por ello se la sigue considerando como la «piedra angular de la biología moderna».

### Otras hipótesis minoritarias
Entre otras hipótesis minoritarias, destaca la de la bióloga estadounidense Lynn Margulis, quien consideró que, del mismo modo que las células eucariotas surgieron a través de la interacción simbiogenética de varias células procariotas, muchas otras características de los organismos y el fenómeno de especiación eran la consecuencia de interacciones simbiogenéticas similares. En su obra Captando Genomas. Una teoría sobre el origen de las especies Margulis argumentó que la simbiogénesis es la fuerza principal en la evolución. Según su teoría, la adquisición y acumulación de mutaciones al azar no son suficientes para explicar cómo se producen variaciones hereditarias, y postuló que las organelas, los organismos y las especies surgieron como el resultado de la simbiogénesis. Mientras que la síntesis evolutiva moderna hace hincapié en la competencia como la principal fuerza detrás de la evolución, Margulis propuso que la cooperación es motor del cambio evolutivo. Argumenta que las bacterias, junto con otros microorganismos, ayudaron a crear las condiciones que se requieren para la vida en la Tierra, tales como una concentración alta de oxígeno. Margulis sostuvo que estos microorganismos son la principal razón por la que las condiciones actuales se mantienen. Afirmó, asimismo, que las bacterias son capaces de intercambiar genes con mayor rapidez y facilidad que los eucariotas, y debido a esto son más versátiles y las artífices de la complejidad de los seres vivos.
Igualmente, Máximo Sandín rechazó vehementemente cualquiera de las versiones del darwinismo presentes en la actual teoría y propuso una hipótesis alternativa para explicar la evolución. En primer lugar, justiprecia la obra de Lamarck, y sugiere que las hipótesis o predicciones, conocidas como Lamarckismo, realizadas por este biólogo se ven corroboradas por los hechos. Por ejemplo, Sandín formuló su hipótesis a partir de la observación de que las circunstancias ambientales pueden condicionar, no solo la expresión de la información genética (fenómenos epigenéticos, control del splicing alternativo, estrés genómico…), sino la dinámica del proceso de desarrollo embrionario, y postuló que el cimiento fundamental de los ecosistemas es el equilibrio y no la competencia.
Conforme a sus ideas, se puede apreciar la tendencia de las formas orgánicas a una mayor complejidad, como consecuencia de unas leyes que gobiernan la variabilidad de los organismos, y que están, de alguna manera, inscritas en los organismos. Habida cuenta de que el 98,5 % del genoma humano, por ejemplo, está compuesto por secuencias repetidas con función reguladora así como una notable cantidad de virus endógenos, Sandín concluye que esa conformación del genoma no puede ser el resultado del azar y de la selección naturaly que se produce en cambio por la presión del medio ambiente, lo que provoca que ciertos virus se inserten en el genoma o determinadas secuencias génicas se modifiquen y, como consecuencia, se generen organismos completamente nuevos, con sustanciales diferencias non respecto a sus predecesores. Según esta teoría, que rechaza la tesis del «ADN egoísta» de Dawkins, el mecanismo fundamental del cambio evolutivo es solo la capacidad de integración de los virus en genomas ya existentes mediante la transferencia horizontal de sus genes. Además, Sandín opina que el medio ambiente, y no las mutaciones aleatorias, es la causa de que determinados grupos de seres vivos asuman muevas características, no de forma gradual, sino en episodios específicos y sin fases intermedias. Según el filósofo Maurício Abdalla, la hipótesis sostenida por Sandín está fundamentada por una gran cantidad de datos científicos y abre una nueva área de investigación en el campo de la biología.

## Experimentos y estudios sobre el proceso evolutivo

### Observación directa del proceso evolutivo en bacterias
Richard Lenski, profesor de la Universidad Estatal de Míchigan, inició en 1989 un experimento para estudiar la evolución de las bacterias, propiciado por la rápida reproducción de estos microorganismos. Lenski estableció varios subcultivos a partir de una cepa de Escherichia coli, con el objetivo de observar si se producía alguna diferencia entre las bacterias originales y sus descendientes. Los diferentes cultivos se mantenían en condiciones estables y cada setenta y cinco días —aproximadamente, unas quinientas generaciones— los investigadores extraían una muestra de cada uno de ellos la congelaban, procediendo del mismo modo para los subcultivos de estos subcultivos. Hacia 2010, el experimento abarcaba unas cincuenta mil generaciones de bacterias.[cita requerida]
Tras diez mil generaciones, las bacterias ya mostraban bastantes diferencias con la cepa ancestral. Las nuevas bacterias eran más grandes y se dividían mucho más rápidamente en el medio de cultivo DM, utilizado para el experimento. El cambio más llamativo consistió en que en uno de los subcultivos en la generación 31 500, las bacterias comenzaron a consumir el citrato presente en el medio DM y que E. coli no es normalmente capaz de metabolizar. Por lo tanto, las bacterias en ese subcultivo evolucionaron para adaptarse y crecer mejor en las condiciones de su ambiente.Otro cambio evolutivo importante se produjo pasadas veinte mil generaciones: las bacterias de un segundo subcultivo experimentaron un cambio en su tasa de mutación, provocando una acumulación de mutaciones en su genoma (fenotipo hipermutable). Al tratarse de un cultivo en medio ambiente constante, la mayor parte de las nuevas mutaciones fueron neutrales, pero también se observó un incremento de las mutaciones beneficiosas en los descendientes de este subcultivo.
Los resultados de Lenski propiciaron que se establecieran otros experimentos parecidos, pero con diferentes condiciones de temperatura y fuentes de alimentación, con presencia de antibióticos. También se investigaron diferentes microorganismos: Pseudomonas fluorescens, Myxococcus xanthus, e incluso levaduras. En todos ellos se encontraron resultados parecidos: los microorganismos cambiaban, evolucionaban y se adaptaban a las condiciones del cultivo.[cita requerida]

### Simulación computarizada del proceso de evolución biológica
Salvo excepciones, la evolución biológica es un proceso demasiado lento para ser observado directamente. Por ello se recurre a disciplinas como la Paleontología, Biología evolutiva o Filogenia, entre otras áreas, para lo observación y el estudio indirecto de la evolución. Desde la última década del siglo XX, el desarrollo de la bioinformática ha propiciado el uso de herramientas informáticas para el estudio de diversos aspectos del proceso evolutivo.
Una de las aplicaciones de las herramientas informáticas al estudio de la evolución, consiste en la simulación in silico del proceso evolutivo, usando organismos digitales, una serie de programas que utilizan los recursos disponibles en el procesador para sobrevivir y reproducirse. Un ejemplo de esta aplicación es el programa Tierra, desarrollado en 1990 por el ecólogo Thomas Ray para el estudio de la evolución y la ecología. Herramientas semejantes se utilizan para investigar la base evolutiva de conductas como el altruismo, la tasa de mutaciones, y la genética de poblaciones.[cita requerida]

## Reacciones sociales y culturales

A medida que el darwinismo lograba una amplia aceptación en la década de 1870, se hicieron caricaturas de Charles Darwin con un cuerpo de simio o mono como una forma de argumento ad hominem para desacreditar la teoría de la evolución.

En el siglo XIX, especialmente tras la publicación de El origen de las especies, la idea de que la vida había evolucionado fue un tema de intenso debate académico centrado en las implicaciones filosóficas, sociales y religiosas de la evolución. Hoy en día, el hecho de que los organismos evolucionan es indiscutible en la literatura científica, y la síntesis evolutiva moderna tiene una amplia aceptación entre los científicos. Sin embargo, la evolución sigue siendo un concepto controvertido entre los grupos religiosos. Los biólogos evolutivos han continuado estudiando varios aspectos de la evolución mediante la formulación de hipótesis, así como la construcción de teorías basadas en evidencia de campo o laboratorio y en datos generados por los métodos de la biología matemática y teórica. Sus descubrimientos han influido no solo en el desarrollo de la biología, sino en muchos otros campos científicos e industriales, incluidos la agricultura, la medicina y la informática.
El progresivo aumento en el conocimiento de los fenómenos evolutivos ha tenido como resultado la revisión, rechazo o, por lo menos, el cuestionamiento de las explicaciones tradicionales creacionistas y fijistas de algunas posturas religiosas y místicas y, de hecho, algunos conceptos, como el de la descendencia de un ancestro común, aún suscitan rechazo en algunas personas, que creen que la evolución contradice con el mito de creación en su religión. Como fuera reconocido por el propio Darwin, las repercusiones más controvertidas de la biología evolutiva conciernen los orígenes del hombre. En algunos países ―notoriamente en los Estados Unidos― esta tensión entre la ciencia y la religión ha alimentado la controversia creación–evolución, un conflicto religioso que aún dura, centrado en la política y la educación pública. Mientras que otros campos de la ciencia, como la cosmología, y las ciencias de la Tierra también se contradicen con interpretaciones literales de muchos textos religiosos, la biología evolutiva encuentra una oposición significativamente mayor por parte de muchos creyentes religiosos.[cita requerida]
El impacto más importante de la teoría evolutiva se da a nivel de la historia del pensamiento moderno y la relación de este con la sociedad, debido a la naturaleza no teleológica de los mecanismos evolutivos: la evolución no sigue un fin u objetivo. Las estructuras y especies no «aparecen» por necesidad ni por designio divino sino que a partir de la variedad de formas existentes solo las más adaptadas se conservan en el tiempo. Este mecanismo «ciego», independiente de un plan, de una voluntad divina o de una fuerza sobrenatural ha sido en consecuencia explorado en otras ramas del saber.[cita requerida]

### Evolución y política

#### Eugenesia y fascismo
La adopción de la perspectiva evolutiva para abordar problemas en otros campos se ha mostrado enriquecedora y muy vigente; sin embargo en el proceso también se han dado abusos ―atribuir un valor biológico a las diferencias culturales y cognitivas― o deformaciones de la misma ―como justificativo de posturas eugenéticas― las cuales han sido usadas como «Argumentum ad consequentiam» a través de la historia de las objeciones a la teoría de la evolución.
Por ejemplo, Francis Galton utilizó argumentos eugenésicos para promover políticas de mejoramiento del patrimonio génico humano, como incentivos para la reproducción de aquellos con «buenos» genes, y la esterilización forzosa, pruebas prenatales, contracepción e, incluso, la eliminación de las personas con «malos» genes. Otro ejemplo de este uso de la teoría de la evolución es el darwinismo social, concebida por Herbert Spencer, que popularizó el término de «supervivencia del más apto» y que se utilizó para justificar el sexismo, el imperialismo, la desigualdad social, la superioridad racial (que ayudaron a inspirar la ideología nazi) como consecuencias inevitables de las leyes naturales. En Estados Unidos se usó el darwinismo social para argumentar a favor de restringir la inmigración o para promulgar leyes estatales que requieran esterilización de "deficientes mentales". Sin embargo, el mismo Darwin rechazó varias de estas ideas, y los científicos y filósofos contemporáneos consideran que estas ideas no se hallan implícitas en la teoría evolutiva ni están respaldadas por la información disponible.

#### Socialismo y comunismo
Por otro lado, los filósofos comunistas Karl Marx y Friedrich Engels vieron en la nueva comprensión biológica de la evolución por selección natural de Darwin como esencial para la nueva interpretación del socialismo científico, ya que, según Marx, sirve una "base en las ciencias naturales para la lucha de clases en la historia". El mismo Marx se consideraba como un admirador de Darwin y lo citó varias veces a en sus obras. En El capital, el cual le regaló una copia, concluyó que “se debe escribir una historia de la tecnología como la que Darwin ha escrito en el mundo natural sobre la formación de los órganos animales y vegetales”. Marx también "llegó a ver el darwinismo como una ideología burguesa que reflejaba la lucha competitiva burguesa en la sociedad capitalista".
Friedrich Engels consideró "absolutamente espléndido" a Darwin. Aceptó la teoría de la evolución darwiniana (selección natural), defendiéndola de críticos como Eugen Dühring, pero rechazó su método como incompleto. En contra del darwinismo social Engels subraya la armonía dialéctica. Así "el reino vegetal suministra oxígeno y alimentos al reino animal mientras el reino animal, a su vez, suministra ácido carbónico y estiércol al reino vegetal". Sostuvo en El papel del trabajo en la transformación del mono en hombre que la aplicación de los implementos de trabajo desempeñó un papel decisivo en la diferenciación del hombre respecto del mundo animal. Engels también recurrió a la teoría de la evolución social de Lewis H. Morgan en su obra El origen de la familia, la propiedad privada y el estado. Según Alexander Vucinich, "Engels dio crédito a Marx por extender la teoría de Darwin al estudio de la dinámica interna y el cambio en la sociedad humana". En la década de 1890, el anarquista Piotr Kropotkin publicó El apoyo mutuo como respuesta crítica anarcocomunista al darwinismo social vigente, y en particular al ensayo La lucha por la existencia de Thomas H. Huxley.
El conflicto entre compatibilizar la teoría marxista y el darwinismo siguió durante siglo XX. Ludwig Woltmann y August Bebel argumentaron que el darwinismo y el socialismo "no son mutuamente antagónicos, y que la teoría darwiniana de la supervivencia del más fuerte en la lucha por la existencia encontrará su expresión en el Estado socialista". En Materialismo y empiriocriticismo, Lenin sostuvo la convergencia de las leyes de la evolución de la política económica (Marx), de la biología (Darwin) y de la física (Hermann von Helmholtz). El biólogo evolutivo J. B. S. Haldane, uno de los principales contribuyentes del darwinismo moderno, fue un marxista convencido y valoró los aportes de Engels en la biología en Dialética de la naturaleza. Por otro lado, el marxista ortodoxo Karl Kautsky promovió la imagen futura del «hombre nuevo» mediante instrumentos sociales y eugenésicos. El lamarckismo se mantuvo en la Unión Soviética etiquetado como "darwinismo soviético creativo" hasta 1965. Mientras tanto, por otro lado, el lysenkoismo era oficialmente impulsado como doctrina supuestamente científica (en consonancia con el hecho que 1948, cinco años antes de la muerte de Iósif Stalin, la genética fue oficialmente declarada como una “pseudociencia burguesa”). No obstante, la concepción marxista aplicada a las ciencias naturales y a la evolución fue defendida por el ecólogo Richard Levins y el biólogo Richard Lewontin en el libro El biólogo dialéctico.
En A Darwinian Left, el filósofo Peter Singer sostiene que la visión de la naturaleza humana proporcionada por la ciencia evolutiva, particularmente por la psicología evolutiva, es compatible con el marco ideológico de la izquierda y debe incorporarse a él.

### Evolución y religión
| Diferencias religiosas sobre la cuestión de la evolución en Estados Unidos (2007) Porcentaje que creen que la evolución es la mejor explicación del origen de la humanidad | Diferencias religiosas sobre la cuestión de la evolución en Estados Unidos (2007) Porcentaje que creen que la evolución es la mejor explicación del origen de la humanidad | Diferencias religiosas sobre la cuestión de la evolución en Estados Unidos (2007) Porcentaje que creen que la evolución es la mejor explicación del origen de la humanidad | Diferencias religiosas sobre la cuestión de la evolución en Estados Unidos (2007) Porcentaje que creen que la evolución es la mejor explicación del origen de la humanidad | Diferencias religiosas sobre la cuestión de la evolución en Estados Unidos (2007) Porcentaje que creen que la evolución es la mejor explicación del origen de la humanidad |
| --- | --- | --- | --- | --- |
| | | | % | |
| Budistas | Budistas | | 81 | 81 |
| Hinduistas | Hinduistas | | 80 | 80 |
| Judíos | Judíos | | 77 | 77 |
| No afiliados | No afiliados | | 72 | 72 |
| Católicos | Católicos | | 58 | 58 |
| Ortodoxos | Ortodoxos | | 54 | 54 |
| Protestantes | Protestantes | | 51 | 51 |
| Musulmanes | Musulmanes | | 45 | 45 |
| Iglesia negra | Iglesia negra | | 38 | 38 |
| Evangélicos | Evangélicos | | 24 | 24 |
| Mormones | Mormones | | 22 | 22 |
| Testigos de Jehová | Testigos de Jehová | | 8 | 8 |
| Porcentaje de la población total de Estados Unidos: 48% Fuente: Pew Forum                                                                                                  | | | | |

Antes de que la geología se convirtiera en una ciencia, a principios del siglo XIX, tanto las religiones occidentales como los científicos descontaban o condenaban de manera dogmática y casi unánime cualquier propuesta que implicara que la vida fuera el resultado de un proceso evolutivo. Sin embargo, cuando la evidencia geológica empezó a acumularse en todo el mundo, un grupo de científicos comenzó a cuestionar si estos nuevos descubrimientos podían reconciliarse con una interpretación literal de la creación relatada en la Biblia judeocristiana. Algunos geólogos religiosos, como Dean William Auckland en Inglaterra, Edward Hitchcock en Estados Unidos y Hugh Miller en Escocia siguieron explicando la evidencia geológica y fósil solo en términos de un Diluvio universal; pero una vez que Charles Darwin publicara su Origen de las especies en 1859, la opinión científica comenzó a alejarse rápidamente del literalismo bíblico. Este debate temprano acerca de la validez literal de la Biblia se llevó a cabo públicamente, y desestabilizó la opinión educativa en Europa y América, hasta instigar una «contrarreforma» en la forma de un renacimiento religioso en ambos continentes entre 1857 y 1860.
En los países o regiones en las que la mayoría de la población mantiene fuertes creencias religiosas, el creacionismo posee un atractivo mucho mayor que en los países donde la mayoría de la gente posee creencias seculares. Desde los años 1920 hasta el presente en los Estados Unidos, han ocurrido varios ataques religiosos a la enseñanza de la teoría evolutiva, particularmente por parte de cristianos fundamentalistas evangélicos o pentecostales. A pesar de la abrumadora evidencia de la teoría de la evolución, algunos grupos consideran verdadera la descripción bíblica de la creación de los seres humanos y de cada una de las otras especies, como especies separadas y acabadas, por un ser divino. Este punto de vista es comúnmente llamado creacionismo, y sigue siendo defendido por algunos grupos integristas religiosos, particularmente los protestantes estadounidenses; principalmente a través de una forma de creacionismo llamada «diseño inteligente».[cita requerida]
Los oponentes de la evolución obtuvieron una victoria en el "Scopes Monkey Trial (Juicio del mono Scopes)" de 1925 cuando la Legislatura de Tennessee aprobó una ley que convierte en delito enseñar "cualquier teoría que niegue la historia de la Creación Divina del hombre como se enseña en la Biblia". Mientras tanto, a finales de la década de 1960, la Corte Suprema de Estados Unidos emitió severas restricciones a los gobiernos estatales que se oponían a la enseñanza de la evolución. En 1968, en el juicio Epperson v. Arkansas, el tribunal superior anuló una ley de Arkansas que prohibía la enseñanza de la evolución en las escuelas públicas.
Los «lobbies» religiosos-creacionistas desean excluir la enseñanza de la evolución biológica de la educación pública de ese país; aunque actualmente es un fenómeno más bien local, ya que la enseñanza de base en ciencias es obligatoria dentro de los currículos, las encuestas revelan una gran sensibilidad del público estadounidense a este mensaje, lo que no tiene equivalente en ninguna otra parte del mundo. Otro de los episodios más conocidos de este enfrentamiento se produjo en 2005 en el juicio que se realizó en una corte federal de Estados Unidos contra un distrito escolar de Dover, Pensilvania, que exigía la explicación del diseño inteligente como una alternativa a la evolución. En ese año el Consejo de Educación del Estado de Kansas (en inglés: Kansas State Board of Education) decidió permitir que se enseñaran las doctrinas creacionistas como una alternativa de la teoría científica de la evolución. Tras esta decisión se produjo una fuerte respuesta ciudadana, que tuvo una de sus consecuencias más conocidas en la creación de una parodia de religión, el pastafarismo, una invención de Bobby Henderson, licenciado en Física de la Universidad Estatal de Oregón, para demostrar irónicamente que no corresponde y es equivocado enseñar el diseño inteligente como teoría científica. En el juicio Kitzmiller contra Dover, el juez John E. Jones III sentenció "el DI (diseño inteligente) es nada menos que la progenie del creacionismo [...] una visión religiosa, un mero re-etiquetado del creacionismo y no una teoría científica" y concluyó declarando como "inconstitucional enseñar DI como una alternativa a la evolución en un aula de ciencias de una escuela pública." Posteriormente, el Consejo de Educación del Estado de Kansas revocó su decisión en agosto de 2006. Este conflicto educativo también ha afectado a otros países; por ejemplo, en el año 2005 en Italia hubo un intento de suspensión de la enseñanza de la teoría de la evolución.
En respuesta a las pruebas científicas de la teoría de la evolución, muchos religiosos y filósofos han tratado de unificar los puntos de vista científico y religioso, ya sea de manera formal o informal; a través de un «creacionismo proevolución». Así por ejemplo algunos religiosos han adoptado un enfoque creacionista desde la evolución teísta o el creacionismo evolutivo, y defienden que Dios provee una chispa divina que inicia el proceso de la evolución, y (o) donde Dios creó el curso de la evolución.[cita requerida] Entre los científicos cristianos contemporáneos que aceptan la evolución se encuentran el biólogo Kenneth Miller y el genetista Francis Collins. El propio Darwin usó de ejemplo al botánico Asa Gray y afirmó:

Me parece absurdo dudar de que un hombre pueda ser un ardiente teísta y un evolucionista... Nunca he sido ateo en el sentido de negar la existencia de un Dios.

A partir de 1950 la Iglesia católica tomó una posición neutral con respecto a la evolución con la encíclica Humani generis del papa Pío XII. En ella se distingue entre el alma, tal como fue creada por Dios, y el cuerpo físico, cuyo desarrollo puede ser objeto de un estudio empírico:

... el Magisterio de la Iglesia no prohíbe el que ―según el estado actual de las ciencias y la teología― en las investigaciones y disputas, entre los hombres más competentes de entrambos campos, sea objeto de estudio la doctrina del evolucionismo, en cuanto busca el origen del cuerpo humano en una materia viva preexistente ―pero la fe católica manda defender que las almas son creadas inmediatamente por Dios―. Mas todo ello ha de hacerse de manera que las razones de una y otra opinión ―es decir la defensora y la contraria al evolucionismo― sean examinadas y juzgadas seria, moderada y templadamente; y con tal que todos se muestren dispuestos a someterse al juicio de la Iglesia, a quien Cristo confirió el encargo de interpretar auténticamente las Sagradas Escrituras y defender los dogmas de la fe.

Por otro lado, la encíclica no respalda ni rechaza la creencia general en la evolución debido a que se consideró que la evidencia en aquel momento no era convincente. Permite, sin embargo, la posibilidad de aceptarla en el futuro:

No pocos ruegan con insistencia que la fe católica tenga muy en cuenta tales ciencias; y ello ciertamente es digno de alabanza, siempre que se trate de hechos realmente demostrados; pero es necesario andar con mucha cautela cuando más bien se trate sólo de hipótesis, que, aun apoyadas en la ciencia humana, rozan con la doctrina contenida en la Sagrada Escritura o en la tradición.

En 1996, Juan Pablo II afirmó que «la teoría de la evolución es más que una hipótesis» y recordó que «el Magisterio de la Iglesia está interesado directamente en la cuestión de la evolución, porque influye en la concepción del hombre». El papa Benedicto XVI ha afirmado que «existen muchas pruebas científicas en favor de la evolución, que se presenta como una realidad que debemos ver y que enriquece nuestro conocimiento de la vida y del ser como tal. Pero la doctrina de la evolución no responde a todos los interrogantes y sobre todo no responde al gran interrogante filosófico: ¿de dónde viene todo esto y cómo todo toma un camino que desemboca finalmente en el hombre?». La otras denominaciones como la Asamblea General de la Iglesia Presbiteriana declararon que «no hay contradicción entre una teoría evolutiva de los orígenes humanos y la doctrina de Dios como Creador». En cuanto en el judaísmo, la Conferencia Central de Rabinos Americanos declaró que «la ignorancia de los estudiantes sobre la evolución socavará seriamente su comprensión del mundo y las leyes naturales que lo gobiernan, y su introducción a otras explicaciones descritas como 'científicas' les dará ideas falsas sobre métodos y criterios científicos».
La reacción musulmana a la teoría de la evolución fue sumamente variada, desde aquellos que creían en una interpretación literal de la creación según el Corán, hasta la de muchos musulmanes educados que suscribieron una versión de evolución teísta o guiada, en la que el Corán reforzaba más que contradecía a la ciencia. Esta última reacción se vio favorecida debido a que Al-Jahiz, un erudito musulmán del siglo IX, había propuesto un concepto similar al de la selección natural. Sin embargo, la aceptación de la evolución sigue siendo baja en el mundo musulmán ya que figuras prominentes rechazan la teoría evolutiva como una negación de Dios y como poco fiable para explicar el origen de los seres humanos. Otras objeciones de los eruditos y escritores musulmanes reflejan en gran medida las presentadas en el mundo occidental. Por otro lado, el debate sobre las ideas de Darwin no generó una controversia significativa en países como China.
Independientemente de su aceptación por las principales jerarquías religiosas, las mismas objeciones iniciales a la teoría de Darwin siguen siendo utilizadas en contra de la teoría evolutiva actual. Las ideas de que las especies cambian con el tiempo a través de procesos naturales y que distintas especies comparten sus ancestros parece contradecir el relato del Génesis de la Creación. Los creyentes en la infalibilidad bíblica atacaron al darwinismo como una herejía. La teología natural del siglo XIX se caracterizó por la analogía del relojero de William Paley, un argumento de diseño todavía utilizado por el movimiento creacionista. Cuando la teoría de Darwin se publicó, las ideas de la evolución teísta se presentaron de modo de indicar que la evolución es una causa secundaria abierta a la investigación científica, al tiempo que mantenían la creencia en Dios como causa primera, con un rol no especificado en la orientación de la evolución y en la creación de los seres humanos.

### En español
- «La evolución es un hecho y una teoría», artículo en el sitio web Chile Skeptic.
- «La evolución biológica como un hecho y como una teoría», artículo de Stephen Jay Gould en el sitio web Sin Dioses.
- «La evolución biológica» Archivado el 18 de abril de 2009 en Wayback Machine., artículo de Antonio Barbadilla donde expone los conceptos de evolución y selección natural.
- Evolución y ambiente.
- Collado González, Santiago: «Teoría de la evolución», artículo en el sitio web Philosophica: Enciclopedia filosófica en línea
- «Comprendiendo la evolución».

### En inglés
- Un estudio para saber de dónde venimos y adónde vamos
- «Evolution». New Scientist. ISSN 0262-4079. Consultado el 30 de mayo de 2011.
- «Evolution Resources from the National Academies». Washington, DC: National Academy of Sciences. Consultado el 30 de mayo de 2011.
- «Understanding Evolution: your one-stop resource for information on evolution». Berkeley, California: University of California, Berkeley. Consultado el 30 de mayo de 2011.
- «Evolution of Evolution – 150 Years of Darwin's 'On the Origin of Species'». Arlington County, Virginia: National Science Foundation. Archivado desde el original el 19 de mayo de 2011. Consultado el 30 de mayo de 2011.
- «Human Evolution Timeline Interactive». Smithsonian Institution, National Museum of Natural History. 28 de enero de 2010. Consultado el 14 de julio de 2018. Usar Adobe Flash (en inglés)

Experimentos sobre procesos evolutivos
- Lenski, Richard E. «Experimental Evolution». East Lansing, Michigan: Michigan State University. Consultado el 31 de julio de 2013.
- Chastain, Erick; Livnat, Adi; Papadimitriou, Christos; Vazirani, Umesh (22 de julio de 2014). «Algorithms, games, and evolution». Proc. Natl. Acad. Sci. U.S.A. 111 (29): 10620-10623. Bibcode:2014PNAS..11110620C. ISSN 0027-8424. PMC 4115542. PMID 24979793. doi:10.1073/pnas.1406556111. (en inglés)

- Datos: Q1063
- Multimedia: Evolution / Q1063
- Citas célebres: Evolución biológica